# Équipe d'Arabie saoudite de football
Vous lisez un « bon article » labellisé en 2014.
Cet article traite de l'équipe masculine. Pour l'équipe féminine, voir Équipe d'Arabie saoudite féminine de football.
Maillots
L'équipe d'Arabie saoudite de football (arabe : المنتخب العربي السعودي لكرة القدم) est la sélection de joueurs de football saoudiens représentant le pays lors des compétitions régionales, continentales et internationales sous l'égide de la fédération d'Arabie saoudite de football.
L'équipe nationale dispute, et remporte, la première rencontre de son histoire en 1957, face à la Syrie. Malgré une affiliation de la fédération à la Confédération asiatique de football puis à la FIFA dès 1956, la sélection ne s'engage pour la première fois dans les éliminatoires d'une Coupe d'Asie des nations qu'en 1975 et dispute ses premières qualifications à une phase finale de Coupe du monde en 1976.
Elle compte à son palmarès trois victoires en Coupe d'Asie des nations (1984, 1988 et 1996), ainsi que trois finales perdues, et a participé à 6 phases finales de Coupe du monde entre 1994 et 2022. Elle a également remporté la Coupe arabe des nations et la Coupe du Golfe des nations, respectivement deux et trois fois. Par ailleurs, elle fut finaliste de la première édition de la Coupe des confédérations, disputée à domicile en 1992.
Les « Faucons », ou les « Verts », comme ils sont surnommés, disputent leurs rencontres à domicile au Stade international du Roi-Fahd, situé dans la capitale saoudienne, Riyad.
Les Saoudiens ont terminé l'année 2024 au 59e rang mondial du classement FIFA.

## Histoire

### Genèse de l'équipe nationale (1950-1974)
C'est au début de l'année 1950 que les premières sélections saoudiennes voient le jour. Le 27 juin 1951, une équipe rassemblant les meilleurs joueurs des clubs d'Al Wahda et d'Al Ahli est réunie afin de rencontrer en match amical une sélection du Ministère de la Santé d'Égypte. Le lendemain, cette dernière affronte une autre formation saoudienne, cette fois composée de joueurs d'Al Ittihad et d'Al Hilal.
En 1956, la Fédération d'Arabie saoudite de football est créée et obtient la même année son affiliation à la Fédération internationale de football association (FIFA) et à la Confédération asiatique (AFC), fondée deux ans plus tôt. Le 20 octobre 1957, l'équipe d'Arabie saoudite dispute le premier match de son histoire, dans le cadre de sa participation au tournoi de football des Jeux panarabes organisés à Beyrouth au Liban. Ce match est d'ailleurs la toute première rencontre internationale disputée dans la Cité sportive Camille-Chamoun, édifiée pour l'occasion. Opposés à la Syrie, les Saoudiens l'emportent trois buts à un. Dirigés par l'ancien international égyptien Abdelrahman Fawzi, ils s'inclinent ensuite face à la Jordanie puis arrachent le match nul face au pays organisateur. C'est la différence de buts avec la Syrie qui empêche les Saoudiens d'aller plus loin dans le tournoi.

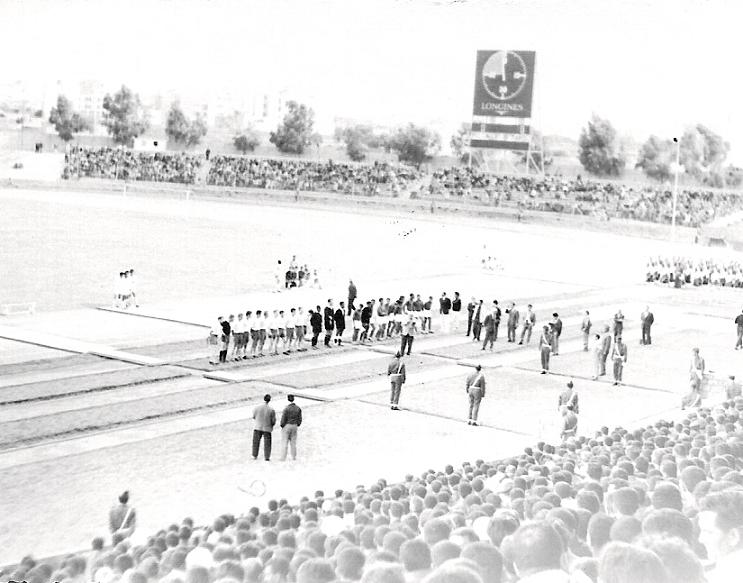
Le Stade d'honneur de Casablanca, théâtre de la déroute saoudienne face à la République arabe unie sur le score de 13 à 0

En 1961, l'Arabie saoudite participe à nouveau aux Jeux panarabes qui sont disputés à Casablanca au Maroc. Ce tournoi est un véritable désastre pour les Faucons : les hommes de Fawzi subissent quatre défaites consécutives, toutes sur des scores-fleuves (dont un 13-0 face à la République arabe unie et 13-1 face au pays hôte) avant de remporter le dernier match de poule face au Koweït. Deux ans plus tard, emmenée par le Tunisien Ali Chaouach, elle subit une nouvelle déroute face à l'Égypte, s'inclinant 7-0 en quart de finale du tournoi de football des Jeux des nouvelles forces émergentes en Indonésie.
Les Saoudiens disputent par la suite deux matchs amicaux : une victoire 4-0 en Tunisie en décembre 1967 et le 17 janvier 1969, pour le premier match de l'histoire de la sélection sur son sol, un revers contre la Turquie. À partir de 1970, la sélection participe aux premières éditions de la Coupe du Golfe des nations, avec une certaine réussite (deux finales et une troisième place lors des trois premières participations). En 1975, la fédération recrute comme sélectionneur l'ancienne gloire hongroise Ferenc Puskás, qui devient le premier Européen à diriger l'équipe nationale. À cette occasion, l'Arabie saoudite s'engage pour la première fois de son histoire dans les éliminatoires de deux compétitions internationales : les Jeux olympiques de Montréal et la Coupe d'Asie des nations qui ont lieu l'année suivante.

### Premiers pas sur la scène internationale (1975-1981)
Le 2 avril 1975 à Bagdad, pour leur premier match officiel continental, les Saoudiens affrontent l'Afghanistan dans le cadre des qualifications pour la Coupe d'Asie, dans une poule qui compte également l'Irak et le Qatar. La qualification pour le tournoi final en Iran est obtenue grâce à une deuxième place du groupe derrière les Irakiens. Cependant, les hommes de Puskás ne disputent pas la phase finale, à la suite de la décision de la fédération de se retirer de la compétition, pour une raison indéterminée. Disputé quatre mois plus tard, le tournoi qualificatif olympique est mitigé. Versés dans une poule en compagnie de l'Iran, l'Irak, le Koweït et Bahreïn, les Verts terminent leur campagne sur un bilan de deux victoires et deux défaites, un résultat insuffisant pour participer au tournoi canadien. L'année suivante, en mai 1976, après une édition de Coupe du Golfe particulièrement décevante (cinquième place avec quatre défaites -dont un 7-1 contre l'Irak- en six rencontres), Puskás laisse le poste de sélectionneur au Britannique Bill McGarry.
McGarry a pour principale mission la qualification des Saoudiens pour la Coupe du monde 1978, dont la phase finale est organisée en Argentine, pour ce qui est la première campagne saoudienne pour le tournoi mondial. Placée dans le groupe 3 avec l'Iran et la Syrie, la sélection entame les qualifications le 12 novembre 1976 par une victoire à domicile face à la Syrie avant d'enchaîner trois défaites consécutives, un résultat qui la classe deuxième du groupe, derrière les Iraniens, auteurs d'un sans-faute et seuls qualifiés pour la suite des qualifications. Cet échec entraîne le départ de McGarry, remplacé par un autre Anglais, Danny Allison. La fédération choisit de ne pas inscrire la sélection dans les éliminatoires de la Coupe d'Asie des nations 1980, disputée au Koweït. En 1979, la cinquième édition de la Coupe du Golfe voit les Saoudiens terminer à la troisième place, loin derrière l'Irak, pays organisateur, qui a survolé la compétition. Le poste de sélectionneur est particulièrement instable à cette époque puisque Allison va être rapidement remplacé par un autre entraîneur anglais, David Woodfield, qui ne reste en poste lui aussi que quelques mois. En 1981, la fédération recrute le Brésilien Rubens Minelli qui va faire progresser les Saoudiens et amener la sélection à ses premiers trophées.

### Premiers succès majeurs (1982-1990)

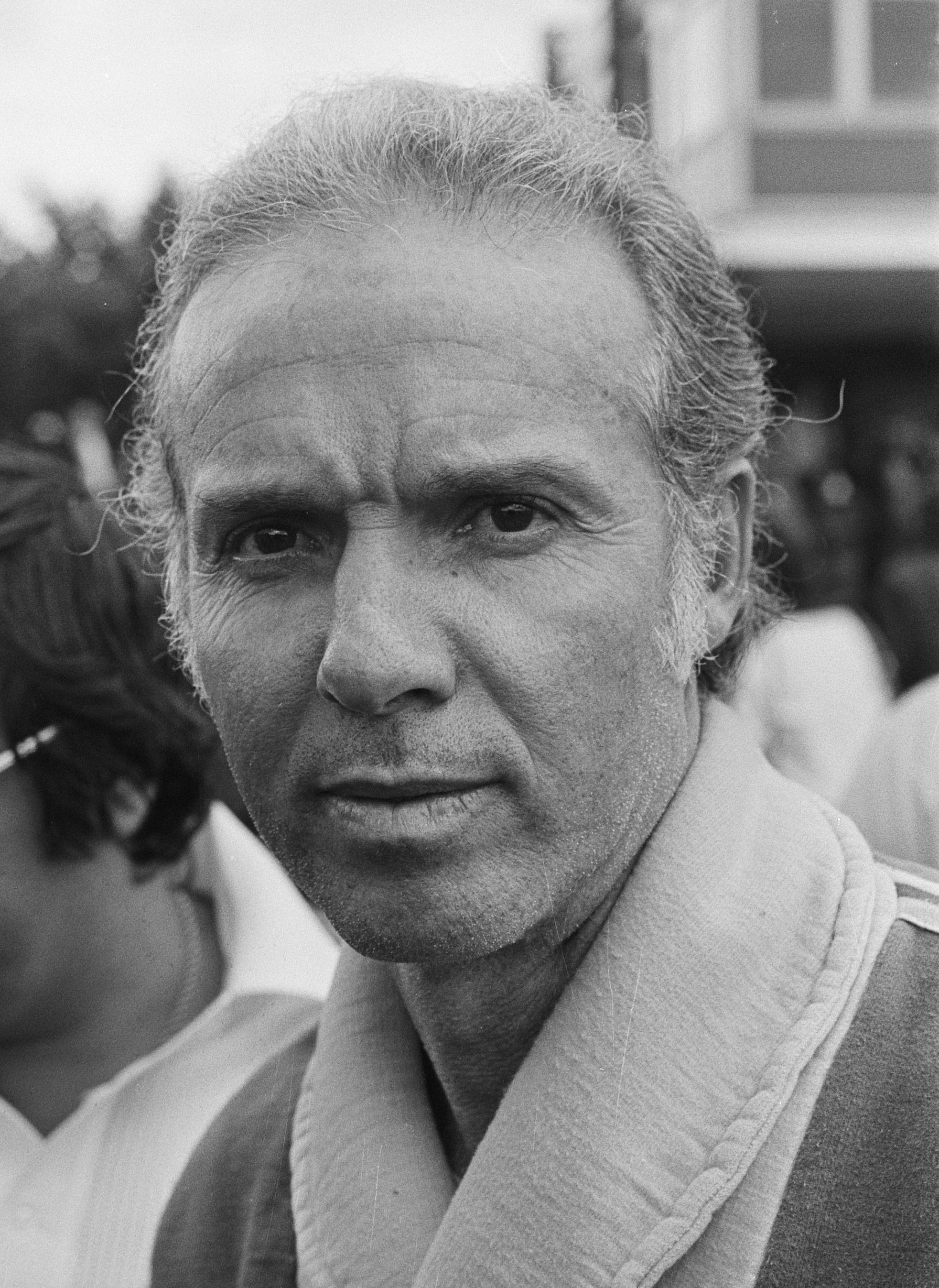
Mário Zagallo, sélectionneur de l'Arabie saoudite entre 1982 et 1984

Engagés dans les éliminatoires de la Coupe du monde 1982, les Faucons terminent en tête du groupe 2, dont tous les matchs sont disputés à Riyad. Ils battent successivement l'Irak, la Syrie, Bahreïn et le Qatar. La poule finale à quatre, qui détermine les deux nations qualifiées pour le tournoi espagnol, voit les hommes de Minelli terminer à la dernière place, sans aucune victoire, avec notamment une lourde défaite 5-0 à domicile lors du dernier match face à la Nouvelle-Zélande. Ce revers met un terme à la collaboration entre Minelli et la fédération, qui recrute pour le remplacer le double champion du monde et ancien technicien du club d'Al Hilal Mário Zagallo.
Les débuts de Zagallo sur le banc saoudien ont lieu lors de la Coupe du Golfe des nations 1982, organisée aux Émirats arabes unis. Avec seulement deux victoires (face au Qatar et au sultanat d'Oman), la sélection termine à une décevante quatrième place, devancée par des équipes qu'elle a battues quelques mois plus tôt. Zagallo parvient tout de même à mener l'Arabie saoudite sur le podium des Jeux asiatiques de 1982, en terminant troisième du tournoi de football. L'année suivante, l'équipe nationale ne dispute aucun match mais le technicien brésilien qualifie la sélection olympique pour les Jeux de Los Angeles. C'est une première dans l'histoire du football saoudien. Zagallo est finalement licencié en mars 1984, à la suite d'une lourde défaite face à l'Irak 4-0 durant la Coupe du Golfe 1984 à Mascate. La fédération décide pour la première fois de recruter un sélectionneur saoudien, Khalil Ibrahim al-Zayani.

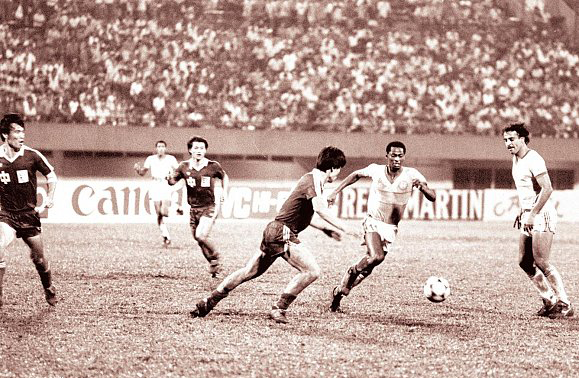
Finale de la Coupe d'Asie des nations 1984 entre l'Arabie saoudite et la Chine

Après avoir amené l'équipe saoudienne sur le podium de la Coupe du Golfe, al-Zayani dirige les Saoudiens lors de la phase finale du tournoi olympique de Los Angeles, où ses hommes terminent le premier tour avec trois défaites en autant de matchs, face au Brésil, au Maroc et à l'Allemagne de l'Ouest. Majed Abdullah est le seul buteur saoudien du tournoi, lors du match inaugural contre la Seleção, perdu 1-3.
Le technicien saoudien dirige ensuite les Verts lors des éliminatoires de la Coupe d'Asie des nations, dont la phase finale est disputée à Singapour. Les Saoudiens survolent leur poule de qualification, dont les matchs ont lieu en octobre 1984 à Djeddah. Ils battent successivement le Sri Lanka, les Émirats arabes unis, le Népal et à nouveau Oman, sans encaisser un seul but. Placés en phase finale dans le groupe 1, ils sont accrochés par le Qatar et la Corée du Sud et s'imposent face au Koweït et la Syrie, ce qui leur permet de terminer à la première place de la poule et de se qualifier pour les demi-finales. Les hommes d'al-Zayani doivent passer par la séance des tirs au but pour éliminer l'Iran en demi-finale puis gagnent la finale contre la Chine sur le score de deux buts à zéro.
L'année suivante, l'Arabie saoudite est éliminée dès son entrée en lice dans les éliminatoires de la Coupe du monde 1986, sortie par les Émirats arabes unis (0-0 à l'aller, défaite 1-0 au retour). Elle participe ensuite pour la première fois à la Coupe arabe des nations, qu'elle dispute à domicile et qu'elle termine à la troisième place, derrière l'Irak et Bahreïn. Elle termine l'année par une double confrontation face au Cameroun, champion d'Afrique en titre, lors de la Coupe afro-asiatique des nations avec une défaite à Yaoundé 4-1 et un succès à Taïf 2-1. En 1986, la sélection termine une fois encore à la troisième place de la coupe du Golfe des nations, organisée cette année-là à Manama, au Bahreïn avec un bilan de trois victoires et trois défaites. En septembre, elle parvient en finale du tournoi de football des Jeux asiatiques organisés à Séoul en Corée du Sud, s'inclinant face au pays organisateur.
L'Arabie saoudite joue très peu en 1987, elle est notamment exemptée de campagne qualificative pour la Coupe d'Asie des nations, en tant que tenante du trophée. Une nouvelle fois, le poste de sélectionneur national est très instable puisque, après le départ d'al-Zayani, quatre entraîneurs sud-américains se succèdent en à peine deux ans : les Uruguayens Kosia Tastilo et Omar Borrás et les Brésiliens Osvaldo et Galletti. En 1988, c'est un très grand nom du football mondial qui est choisi par les cadres de la fédération avec l'engagement du Brésilien Carlos Alberto Parreira, champion d'Asie avec le Koweït en 1980.
L'année 1988 s'annonce chargée pour les Faucons avec la Coupe du Golfe jouée à domicile, la participation à la Coupe arabe et surtout la défense de son titre continental lors de la phase finale jouée au Qatar. Après un match nul 2-2 en amical face à l'Écosse, l'Arabie saoudite dispute donc la Coupe du Golfe chez elle, dans le Stade international du Roi-Fahd. Elle ne peut faire mieux qu'une troisième place, dans une édition dominée par l'Irak. Parreira emmène ensuite son groupe en Australie pour prendre part à l'Australia Bicentennary Gold Cup, un tournoi amical qui célèbre les 200 ans de l'indépendance de l'État-continent. Les Saoudiens jouent d'abord quatre rencontres amicales (deux défaites face aux All Whites néo-zélandais et deux victoires sur Hong Kong) puis enchaînent un match nul face à l'Argentine et trois revers contre l'Australie, le Brésil et à nouveau face aux Argentins en match de classement. Dans le même temps, avec une équipe composée de jeunes, l'Arabie saoudite participe à la Coupe arabe des nations. Les résultats ne sont pas au rendez-vous avec une dernière place de leur poule (deux nuls et deux défaites). En novembre, le technicien brésilien convoque un groupe resserré de quinze joueurs qui ont pour objectif de conserver leur titre continental. Les Saoudiens jouent deux matchs de préparation avec des résultats encourageants : un nul face à l'Angleterre et une victoire sur la sélection tunisienne. Au Qatar, les partenaires de Fahad al-Bishi terminent en tête de leur groupe du premier tour (nuls contre le Koweït et Bahreïn, succès face à la Syrie et la Chine) puis comme quatre ans auparavant éliminent l'Iran en demi-finale. Le deuxième titre continental est remporté à l'issue d'un match vierge de but, après une séance de tirs au but contre la Corée du Sud. La défense de fer de la sélection (un but encaissé en six rencontres) a été une des clés du succès des hommes de Parreira.

### La période dorée (1990-1996)
Double champion d'Asie en titre, l'Arabie saoudite croit en ses chances de disputer la Coupe du monde, à laquelle elle n'a encore jamais participé. Dans les éliminatoires de la zone Asie, elle sort d'abord en tête du groupe 2, devançant la sélection du Nord-Yémen et la Syrie mais échoue lors du tour final, qui prend la forme d'une poule de six équipes qui s'affrontent à Singapour. Les hommes de Carlos Alberto Parreira ne remportent qu'un seul match, sans enjeu, face à la Corée du Nord et terminent à la 5e place, laissant la Corée du Sud et son voisin des Émirats arabes unis obtenir leur billet pour le Mondial italien. La non-qualification entraîne le départ de Parreira, qui est engagé par la Fédération émiratie pour diriger sa sélection lors de la Coupe du monde. C'est le Turc Metin Türel qui lui succède sur le banc. L'année suivante, les Saoudiens ne participent qu'à une compétition : les Jeux asiatiques 1990 organisés à Pékin en Chine (ils déclarent forfait pour l'édition de la Coupe du Golfe qui se dispute la même année). En poule, ils battent le Bangladesh et le Japon puis s'inclinent en quart de finale contre la Corée du Nord après la séance de tirs au but. C'est sur cet échec que Türel quitte son poste de sélectionneur, ce qui entraîne le retrait de l'équipe nationale pendant près de deux ans, jusqu'à l'automne 1992. Ces deux années à l'écart de la scène internationale précèdent la période la plus glorieuse de l'histoire de la sélection saoudienne.
Après deux années d'absence au plus haut niveau, la sélection saoudienne prend part aux Jeux panarabes organisés en septembre en Syrie. Ce tournoi est la première étape de préparation des hommes de Veloso, le nouveau sélectionneur, pour la Coupe d'Asie des nations, où les Verts vont défendre leur titre. Ils enchaînent avec une victoire sur le Cameroun en amical puis disputent à domicile la toute première édition de la Coupe du Roi-Fahd (qui deviendra à partir de 1997 et la reprise par la FIFA la Coupe des confédérations). Les trois autres sélections invitées sont toutes championnes de leur continent : l'Argentine qui a remporté la Copa América 1991, les États-Unis vainqueurs de la Gold Cup 1991 et la Côte d'Ivoire, qui vient de gagner la CAN 1992. En demi-finale, les Saoudiens s'imposent aisément contre les Américains 3-0 avant de perdre la finale du tournoi devant l'Argentine par trois buts à un. C'est à ce jour le meilleur résultat de l'équipe saoudienne dans cette compétition.
Neuf jours après la finale face aux Argentins, Nélson Rota Martins et ses hommes sont au Japon pour disputer la Coupe d'Asie, dont ils sont les doubles tenants. Le défi est de taille car aucune équipe nationale n'a encore remporté trois Coupes d'Asie, et encore moins consécutivement. Les Saoudiens sortent une nouvelle fois en tête de leur poule du premier tour, en devançant la Chine, le Qatar et la Thaïlande. Ils s'imposent en demi-finale face à leurs voisins des Émirats arabes unis (2-0) et accèdent à leur troisième finale consécutive. Le 8 novembre 1992, les Faucons concèdent leur première défaite en 17 rencontres de Coupe d'Asie, battus par un but du Japonais Takagi. Les Nippons, qui disputent la compétition à domicile, remportent ainsi leur premier titre continental. Trois semaines après cette désillusion, c'est en Coupe du Golfe des nations que l'on retrouve l'Arabie saoudite, qui termine une fois encore sur la troisième marche du podium, avec un bilan de trois victoires et deux revers.

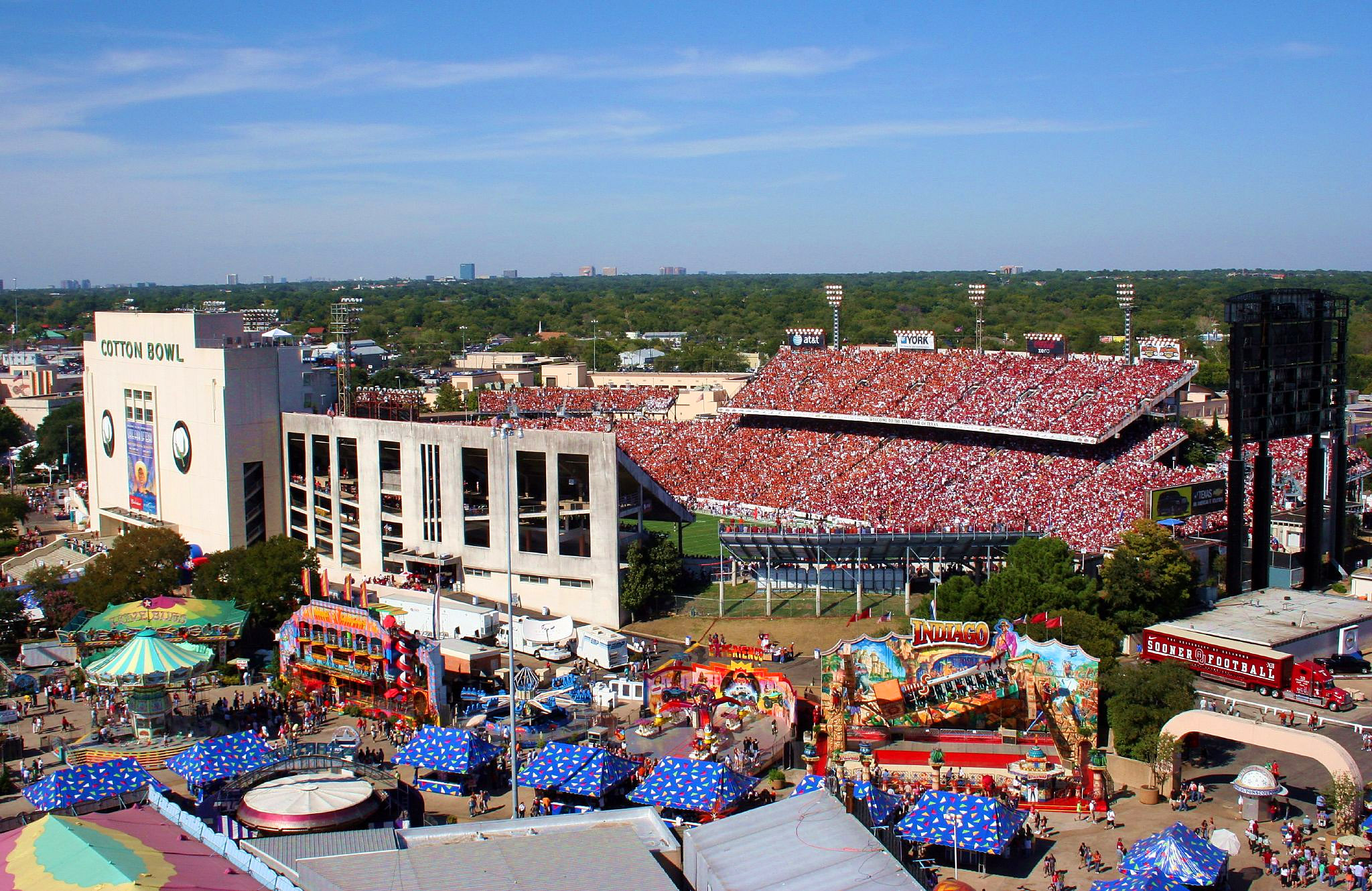
Le Cotton Bowl de Dallas, théâtre du huitième de finale de Coupe du monde entre l'Arabie saoudite et la Suède

Les éliminatoires de la Coupe du monde 1994 démarrent au printemps 1993, après une tournée de quatre matchs amicaux (contre la Nouvelle-Zélande à deux reprises, Singapour et les États-Unis). Lors du premier tour des qualifications, jouées à l'aller en Malaisie et au retour à Taïf, l'Arabie saoudite l'emporte facilement, s'imposant le 16 mai 1993 8-0 face à la sélection de Macao. Les Verts terminent aisément en tête de leur groupe, devant le Koweït et la Malaisie. Lors de la poule finale à six, organisée à Doha au Qatar, les hommes du Brésilien José Candido, obtiennent pour la première fois leur billet pour la phase finale du Mondial, avec la première place du groupe, accompagnés aux États-Unis par la Corée du Sud. Candido est débarqué avant le dernier match des éliminatoires et c'est le Saoudien Mohammed al-Kharashy qui dirige l'équipe pour la rencontre face à l'Irak. Après un bref passage du Néerlandais Leo Beenhakker (licencié après seulement trois mois d'exercice), c'est le technicien argentin Jorge Solari qui est choisi pour emmener les Saoudiens aux États-Unis. Les partenaires de Fuad Amin s'inclinent lors de leur premier match face aux Pays-Bas avant de s'imposer contre le Maroc. La dernière rencontre de poule contre la Belgique va donner lieu à l'un des plus beaux buts de l'histoire de la Coupe du monde, marqué dès la 5e minute par Saeed al-Owairan, qui reste aujourd'hui encore associé à cet exploit. L'attaquant d'Al-Shabab Riyad traverse toute la moitié de terrain belge avant d'aller tromper le portier des « Diables rouges », Michel Preud'homme, l'un des meilleurs gardiens de but du monde à cette époque. Ce but, le seul du match, permet à la sélection de se qualifier pour les huitièmes de finale, où ils s'inclinent 3-1 contre la Suède, future médaillée de bronze. Malgré ce résultat intéressant pour une première participation, la collaboration entre Solari et la fédération saoudienne prend fin, à la suite d'un accord entre les deux parties avant le début de la compétition.
Al-Kharashy prend alors de façon prolongée la tête d'une équipe mise en confiance par son bon parcours en Coupe du monde. En fin d'année, elle inscrit pour la première fois son nom au palmarès de la Coupe du Golfe des nations, terminant invaincue (quatre victoires et un nul) lors de la 12e édition organisée à Abu Dhabi aux Émirats arabes unis. En janvier 1995, la sélection joue à domicile la deuxième édition de la Coupe du Roi-Fahd. Contrairement à l'édition précédente, les Saoudiens ne brillent pas, s'inclinant lors des deux matchs disputés, face au Mexique, champion d'Amérique centrale et face au Danemark, champion d'Europe en 1992 et première nation européenne à prendre part à la compétition. Après cet échec l'équipe nationale marque une pause et ne retrouve les terrains qu'en octobre pour plusieurs rencontres amicales de préparation aux matchs de qualification pour la Coupe d'Asie 1996.
Versés dans le groupe 9 en compagnie du Kirghizistan et du Yémen, les Saoudiens se qualifient aisément pour la phase finale après une campagne parfaite : quatre victoires en autant de matchs sans prendre aucun but, avec cependant l'avantage d'évoluer à domicile, au Stade international du Roi-Fahd de Riyad. Après six mois sans jouer puis quatre rencontres amicales organisées à domicile durant l'automne, les Saoudiens participent à la Coupe du Golfe des nations, dont ils sont les tenants du titre. Le résultat final est décevant avec une troisième place décrochée à l'issue d'un parcours moyen. Un mois avant la phase finale aux Émirats arabes unis, les Faucons affrontent des nations venues de plusieurs continents (Bulgarie, Syrie, Mali et Indonésie) puis s'envolent pour Dubaï. En phase finale, ils parviennent une nouvelle fois à sortir de leur groupe, malgré une lourde défaite contre l'Iran (3-0) compensée par deux succès contre la Thaïlande et l'Irak. Ils éliminent ensuite en quart de finale la Chine puis prennent leur revanche sur les Iraniens en demi-finale à l'issue de la séance de tirs au but (0-0). Les hommes de Nelo Vingada atteignent donc pour la quatrième fois la finale en quatre participations et comme lors de l'édition précédente, ils sont opposés au pays organisateur, les Émirats arabes unis. Comme lors du match précédent, la rencontre se termine sans but à l'issue des prolongations et ce sont les partenaires de Khalid al-Muwallid, auteur du dernier tir, qui s'imposent, remportant là leur troisième titre continental.

### Au rendez-vous lors des grandes compétitions (1997-2002)

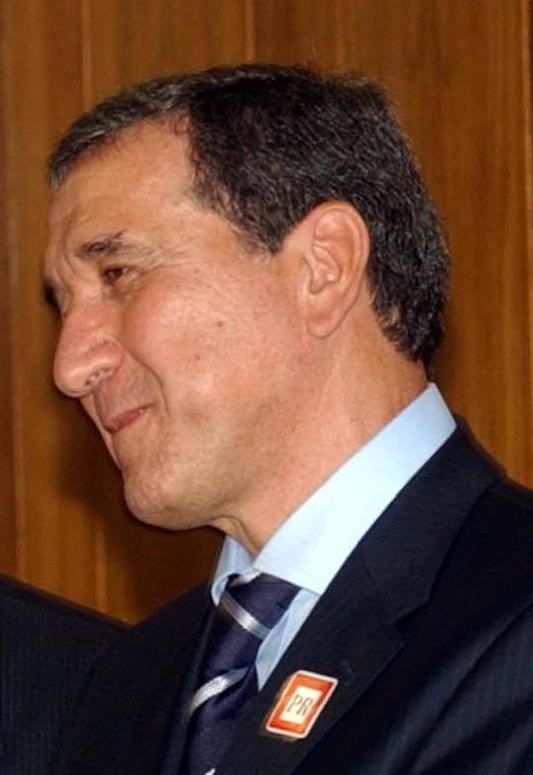
Carlos Alberto Parreira, sélectionneur des Saoudiens lors de la phase finale de la Coupe du monde 1998

L'année 1997 est consacrée à la campagne de qualification pour la phase finale du Mondial, organisée en France. Après être sortie facilement en tête de sa poule du premier tour, devant la Malaisie, Taipei et le Bangladesh, la sélection saoudienne se retrouve en deuxième tour au sein d'une poule de cinq équipes, en compagnie de l'Iran, de la Chine, du Koweït et du Qatar. Favorite du groupe du fait de son parcours de mondialiste, elle assume son statut en terminant à la première place, directement qualificative pour le tournoi final. Comme lors de la campagne qualificative de 1994, la fédération change de sélectionneur puisque, durant la deuxième phase, Nelo Vingada quitte son poste après le match remporté face au Qatar, le 11 octobre 1997. C'est l'Allemand Otto Pfister, ancien sélectionneur de plusieurs équipes nationales africaines, qui est choisi pour le remplacer. Il est sur le banc pour une rencontre amicale face à l'Islande puis prépare son groupe pour la troisième édition de la Coupe du Roi-Fahd, une fois encore organisée à Riyad. Placée dans le groupe A avec le Brésil, le Mexique et l'Australie, l'équipe nationale essuie deux revers contre les Auriverde puis les Mexicains avant de sauver l'honneur face à l'Australie. Mohammed al-Khilaiwi est le seul buteur saoudien de la compétition. Emmenés à partir de janvier 1998 par Carlos Alberto Parreira, qui revient en poste après son passage à la fin des années 1980, les partenaires de Mohammed al-Deayea partent ensuite pour une longue tournée de matchs de préparation en Europe avec des résultats parfois encourageants (match nul 0-0 contre les Anglais à Wembley puis face au Mexique), parfois médiocres (déroute 6-0 à Molde face à la Norvège). En phase finale, ils ne parviennent pas à réitérer leurs performances de 1994, s'inclinant face au Danemark (1-0) puis contre les Bleus, qui à domicile s'imposent 4-0. Ces deux défaites entraînent le licenciement de Parreira et un nouvel intérim de Mohammed al-Kharashy, qui parvient à sauver l'honneur de la sélection en arrachant un match nul 2-2 face aux Bafana Bafana.
À son tour, Otto Pfister revient sur le banc de l'équipe nationale, après avoir passé une année à s'occuper de l'équipe d'Arabie saoudite olympique. Ses principales missions sont de bien figurer lors de la Coupe des confédérations 1999 (organisée pour la première fois hors d'Arabie saoudite, au Mexique) et de préparer au mieux ses hommes pour la Coupe d'Asie des nations 2000 pour y défendre son titre. Pfister démarre son mandat par une série de matchs amicaux, tous victorieux, face à trois sélections africaines (Tanzanie, Soudan et Sénégal). Il remporte ensuite son premier titre avec les partenaires d'Obeid al-Dosari (sacré meilleur buteur) en s'imposant face au Qatar lors de la 7e édition de la Coupe arabe des nations, six ans après en avoir atteint la finale. Les Saoudiens enchaînent trois semaines plus tard avec une deuxième place derrière le Koweït lors de la Coupe du Golfe 1998, tout en terminant la compétition invaincue. Malgré ce bon parcours, Pfister est limogé par les dirigeants de la fédération. En juin 1999, sous la direction du nouvel entraîneur tchèque Milan Máčala, le groupe s'envole pour les États-Unis afin d'y disputer une série de matchs de préparation avant la Coupe des confédérations qui démarre le mois suivant, avec un bilan mitigé (deux victoires et deux défaites). Placée dans le groupe A avec le pays hôte, la Bolivie et l'Égypte, la sélection démarre très mal le premier tour avec une déroute 5-1 face à la Tri puis un nul sans but contre les Boliviens. Lors de la dernière rencontre, c'est l'attaquant Marzouk al-Otaibi qui sauve les siens grâce à un quadruplé contre l'Égypte, battue 5-1. Cette victoire leur permet d'atteindre le dernier carré de la compétition où ils affrontent le vice-champion du monde et champion d'Amérique du Sud, le Brésil. La demi-finale prend des airs de déroute puisque malgré deux nouveaux buts d'al-Otaibi, les Auriverde s'imposent sur le score-fleuve de huit buts à deux. Le match pour la troisième place est également perdu face aux États-Unis. C'est à ce jour le dernier match de Coupe des confédérations des Verts.
En tant que tenant du titre, l'Arabie saoudite est exemptée des éliminatoires pour la Coupe d'Asie des nations 2000, qui est organisée par le Liban. Le sélectionneur Milan Máčala peut ainsi faire de nombreux essais lors des matchs amicaux de préparation prévus par la fédération, entre mai et octobre. Les Saoudiens jouent trois matchs en Europe, face à la Slovaquie, la Hongrie et la Slovénie puis terminent leur tournée en Arabie saoudite et en Jordanie. Versés dans le groupe C avec le Japon, le Qatar et l'Ouzbékistan, les Faucons démarrent mal leur tournoi avec une lourde défaite face aux Blue Samouraï sur le score de quatre buts à un. Ce revers coûte sa place à Máčala, qui est remplacé par son adjoint, Nasser al-Johar. Le technicien saoudien commence son mandat de sélectionneur par un match nul sans but contre les Qataris. Ses joueurs arrachent leur qualification pour les quarts de finale grâce à un large succès 5-0 contre l'Ouzbékistan. Leur parcours de phase finale est meilleur avec une victoire après prolongation contre leurs voisins koweïtiens, puis une qualification pour une 5e finale consécutive face à la Corée du Sud, battue sur un doublé d'al-Meshal. En finale, comme en 1992, c'est le Japon qui remporte le titre continental, grâce à un but du milieu de terrain Shigeyoshi Mochizuki.
Malgré le bon parcours des Saoudiens en Coupe d'Asie, al-Johar retrouve son poste d'adjoint et voit les dirigeants de la fédération choisir l'ancien sélectionneur de la RF Yougoslavie, Slobodan Santrač. Après deux rencontres amicales remportées face à la Syrie et l'Ouganda, les Saoudiens s'engagent dans la campagne de qualification pour la Coupe du monde 2002 avec pour objectif une troisième qualification consécutive pour la phase finale. Au premier tour à Dammam, ils retrouvent dans le groupe 10 le Viêt Nam, le Bangladesh et la Mongolie, une phase très aisément franchie avec un parcours parfait : 6 victoires en autant de matchs, trente buts inscrits sans en encaisser un seul. Au second tour, dans une poule de cinq sélections, les hommes d'al-Johar affrontent l'Iran, le Bahreïn, l'Irak et la Thaïlande. Mis à part un revers 2-0 en Iran, fatal à Santrač, limogé une semaine plus tard et qui marque un nouvel intérim d'al-Johar, la campagne est une réussite avec une première place du groupe, directement qualificative pour la Coupe du monde. Al-Johar est confirmé à son poste et prépare son groupe par le biais de la Coupe du Golfe 2002, disputée au Stade du Roi-Fahd à Riyad. Les Saoudiens remportent la compétition en terminant en tête sans connaître la défaite. C'est le deuxième succès saoudien en Coupe du Golfe après celui de 1994.

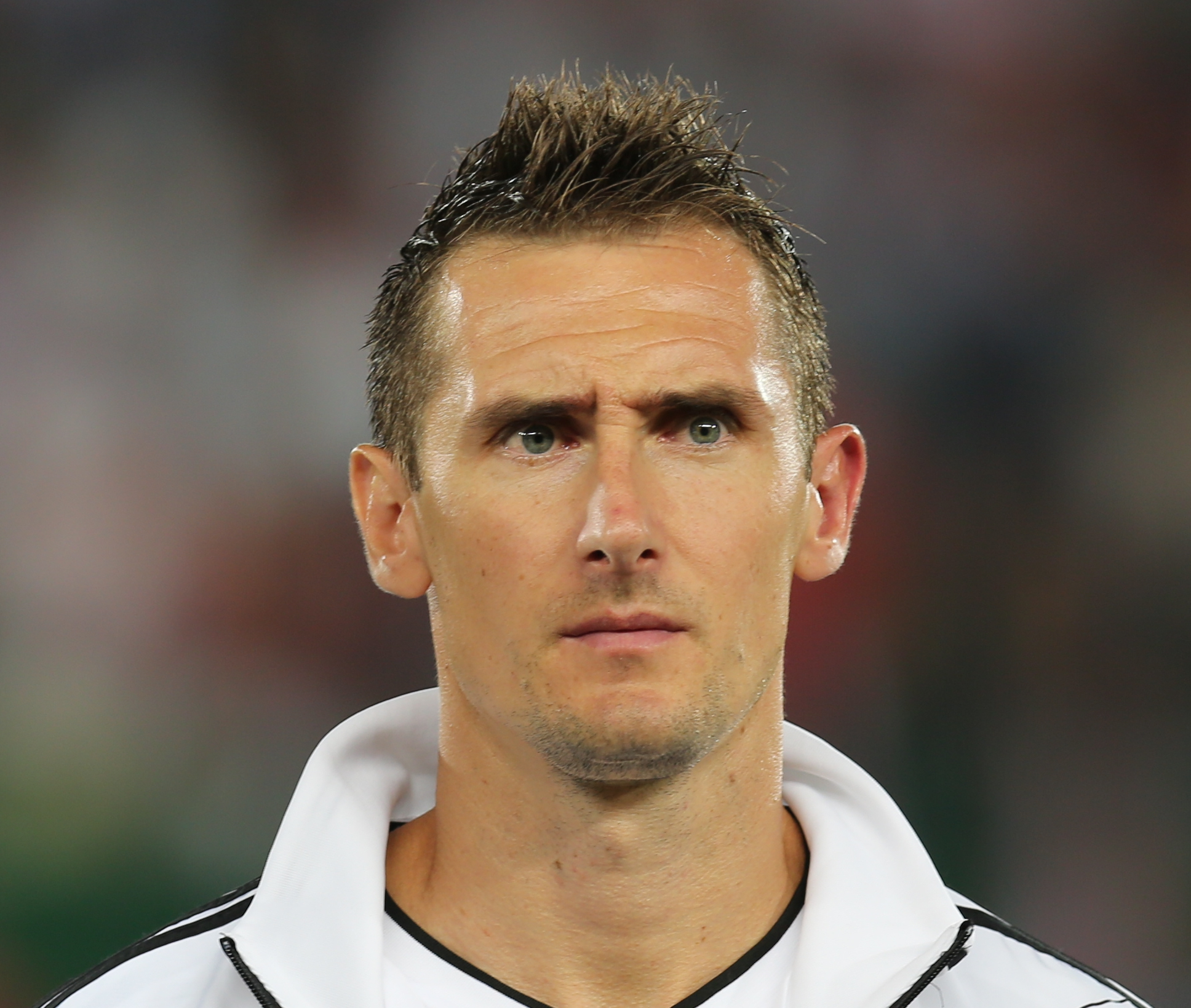
Miroslav Klose, auteur d'un triplé lors de la victoire allemande 8-0 contre les Faucons lors du premier tour de la Coupe du monde 2002

La sélection saoudienne ne dispute qu'un seul match de préparation à la Coupe du monde, face à une équipe qui va quelques semaines plus tard devenir la véritable révélation du tournoi, à savoir le Sénégal, futur quart-finaliste pour sa première participation. La victoire 3-2 des Faucons leur donne le plein de confiance avant d'entamer la phase de poules, où ils côtoient l'Allemagne, le Cameroun et l'Irlande. L'objectif affiché du groupe saoudien est de faire aussi bien qu'en 1994, à savoir atteindre le deuxième tour. Le match d'ouverture, face aux Allemands, tourne à la déroute puisque les partenaires d'al-Deayea s'inclinent sur le score de 8-0, l'une des plus grosses défaites de l'histoire de la Coupe du monde. Ils enchaînent ensuite avec un court revers face au Cameroun de Samuel Eto'o, seul buteur du match et s'inclinent lourdement (0-3) lors du troisième et dernier match contre l'Irlande. Ils quittent piteusement la compétition avec aucun point et même aucun but marqué. Après six mois d'arrêt à la suite de la désillusion en Coupe du monde, la sélection, à présent dirigée par le Néerlandais Gerard van der Lem, prend part à la Coupe arabe des nations dont elle est tenante du titre après son succès en 1998. Au Koweït, elle termine invaincue en tête de son groupe du premier tour, seulement accrochée par le Yémen lors d'un dernier match sans enjeu, avant de battre le Maroc en demi-finale puis de remporter un deuxième titre en s'imposant face à Bahreïn grâce à un but en or de Mohammad Nour.

### Participation aux grands tournois sans briller (2003-2007)
L'année 2003 démarre par un véritable coup de tonnerre puisque grâce à Franz Burgmeier, le Liechtenstein bat en amical l'Arabie saoudite au Rheinpark Stadion de Vaduz sur le score de un but à zéro. La fin d'année est chargée avec les qualifications pour la Coupe d'Asie des nations 2004 et la Coupe du Golfe 2003, organisée au Koweït et dont les Saoudiens sont champions en titre. Lors des éliminatoires pour la Coupe d'Asie, les hommes de van der Lem sont placés dans le groupe C, en compagnie de l'Indonésie, du Yémen et du Bhoutan. Sans grande surprise, les Verts remportent toutes leurs rencontres, jouant une fois encore l'ensemble des matchs à domicile, à Djeddah, et se qualifient pour leur 6e phase finale continentale. Deux mois plus tard, ils sont à Koweït City où ils parviennent à conserver leur titre de champion du Golfe des nations, après un beau parcours (quatre victoires et deux matchs nuls). En dépit de leur revers initial face au Liechtenstein, les Saoudiens ont haussé leur niveau durant l'année, réalisant au passage une série de quinze matchs sans défaite.
Engagés dans les éliminatoires de la Coupe du monde 2006, les Saoudiens sont exemptés de tour préliminaire et entrent en lice lors de la deuxième phase, où ils sont opposés au sein de la poule 8 au Turkménistan, à l'Indonésie et au Sri Lanka. Les trois premiers matchs, disputés avant la Coupe d'Asie, confirment le bon état de forme des hommes de van der Lem, qui obtiennent trois victoires, sans encaisser de but. Six semaines plus tard, le hasard des tirages au sort leur fait retrouver les Turkmènes dans leur poule du premier tour de Coupe d'Asie, organisée en Chine. Cette fois-ci, les Faucons n'obtiennent qu'un match nul 2-2 avant de se faire surprendre par l'Ouzbékistan (0-1). Une seconde défaite lors du dernier match de poule face à l'Irak entraîne un événement inédit : une élimination de l'Arabie saoudite dès le premier tour de la Coupe d'Asie. Cet échec sportif entraîne le licenciement du sélectionneur, Gerard van der Lem, qui est remplacé par Nasser al-Johar. Après un nul en amical face au Koweït, al-Johar parvient à poursuivre le bon parcours en éliminatoires de Coupe du monde, en remportant les trois derniers matchs du deuxième tour, qualifiant ainsi les partenaires d'al-Deayea pour le troisième tour. En fin d'année, avec un nouvel entraîneur à sa tête, l'Argentin Gabriel Calderón, c'est en Coupe du Golfe, organisée par le Qatar que les Saoudiens connaissent une nouvelle désillusion. Les doubles tenants du titre sont éliminés dès la phase de poule avec une seule victoire en trois matchs. Calderón réussit tout de même à qualifier l'équipe nationale pour une quatrième phase finale mondiale consécutive, terminant invaincue à la première place du groupe, devant la Corée du Sud, demi-finaliste en 2002 et l'Ouzbékistan, qui l'avait battue lors de la phase finale de Coupe d'Asie. Elle obtient même une victoire de prestige à Séoul face aux Guerriers Taeguk, sans véritable enjeu puisque les deux nations ont leur billet en poche pour le Mondial allemand avant le début de la rencontre. En dépit de cette qualification, Calderón est limogé en fin d'année après trois défaites consécutives (deux contre l'Irak, une face à l'Iran) lors des Jeux d'Asie de l'Ouest. C'est l'entraîneur du club d'Al-Hilal, le Brésilien Marcos Paquetá qui le remplace pour préparer au mieux la Coupe du monde 2006.
Mis à part un match de qualification pour la Coupe d'Asie 2007, facilement gagné au Yémen, Paquetá dispose de plusieurs mois et de nombreux matchs de préparation pour modeler son groupe avant le tournoi mondial. Le bilan des douze matchs amicaux, disputés contre des équipes de plusieurs confédérations (Europe, Asie, Afrique), est assez médiocre avec une seule victoire face à un autre mondialiste, le Togo. En Allemagne, les Saoudiens se retrouvent dans le groupe H avec l'Espagne, l'Ukraine et la Tunisie. Le premier match voit les Verts accrocher les Tunisiens, champions d'Afrique en titre, sur le score de deux buts partout. Les deux autres matchs sont perdus contre l'Ukraine et l'Espagne, qui se qualifient pour les huitièmes de finale. Marcos Paquetá reste néanmoins à son poste et parvient à mener les Saoudiens en phase finale de Coupe d'Asie, avec notamment une victoire en septembre à domicile contre le Japon. La Coupe du Golfe 2007, disputée aux Émirats arabes unis, confirme le redressement sportif des partenaires d'al-Qahtani puisqu'ils atteignent les demi-finales de l'épreuve, finalement remportée par le pays organisateur. Malgré ces résultats satisfaisants, la fédération saoudienne décide une fois encore de changer de sélectionneur, en limogeant Paquetá pour le remplacer par un autre technicien auriverde, Hélio dos Anjos.
Après une tournée organisée à Singapour aux résultats encourageants (victoires face aux Émirats arabes unis et Singapour, nuls contre Oman et la Corée du Nord), les Saoudiens s'envolent pour Jakarta en Indonésie pour le premier tour de la Coupe d'Asie où ils retrouvent dans leur poule, en plus d'un des pays hôtes, la Corée du Sud et le Bahreïn. Le premier match se finit par un nul contre les Sud-Coréens et après avoir battu l'Indonésie 2-1, ils s'imposent facilement contre Bahreïn sur le score de quatre à zéro, ce qui leur permet de terminer en tête de leur poule. Ils dominent ensuite l'Ouzbékistan en quart de finale puis battent le tenant du titre, le Japon, en demi-finale, et atteignent ainsi pour la sixième fois la finale de l'épreuve, un record. Lors de ce dernier match, ils sont opposés à l'équipe-surprise de cette édition : l'Irak, emmenée par son buteur Younis Mahmoud. La rencontre tourne à l'avantage de l'outsider puisque grâce à un nouveau but de Mahmoud, les Irakiens décrochent leur tout premier titre de champion d'Asie et les Saoudiens échouent pour la troisième fois en finale de la Coupe d'Asie.
La sélection termine l'année 2007 par une série de matchs amicaux (victoires face au Ghana, la Namibie et l'Estonie) avant de participer aux Jeux panarabes organisés en Égypte où ils subissent deux défaites (contre les « Pharaons » et la Libye), accrochent un nul face aux Espoirs des Émirats arabes unis et s'imposent face aux Espoirs soudanais.

### Des lendemains difficiles (2008-2016)
Les coéquipiers d'al-Harthi entament l'année 2008 par une victoire en amical face au Luxembourg avant de démarrer les éliminatoires pour la Coupe du monde 2010, leur unique objectif sportif pour cette année. Versés dans le groupe 4, ils sont opposés à l'Ouzbékistan, à Singapour et au Liban. En dépit d'un bon parcours (trois victoires lors des quatre premières rencontres), les dirigeants saoudiens choisissent de se séparer de Dos Anjos et appellent une fois encore Nasser al-Johar pour diriger l'équipe lors des deux dernières rencontres à disputer. Le sélectionneur intérimaire remplit son contrat en gagnant les deux matchs, synonymes de qualification pour le quatrième tour des qualifications de la zone Asie, où ils se retrouvent dans une poule à cinq, avec la Corée du Nord, la Corée du Sud, l'Iran et les Émirats arabes unis. En janvier 2009, l'Arabie saoudite prend part à la Coupe du Golfe, organisée au sultanat d'Oman dont ils atteignent la finale (perdue contre le pays organisateur) sans encaisser un seul but. Durant la campagne qualificative, l'intérim d'al-Johar prend fin puisque c'est le technicien portugais José Peseiro qui est choisi par la fédération pour prendre la tête de la sélection. Leur parcours, assez moyen avec notamment une défaite à domicile face aux Sud-Coréens et un revers à Pyongyang, en Corée du Nord, les classe à la troisième place. Ils doivent par conséquent affronter leurs voisins du Bahreïn pour désigner la nation asiatique qui affrontera les Kiwis néo-zélandais en barrage inter-continental Asie-Océanie. Le duel est très serré avec un nul sans but à Manama et quatre jours plus tard, un nouveau match nul, plus animé (2-2). Les Bahreïnis éliminent les Faucons de la course à la qualification au bénéfice des buts marqués à l'extérieur et les empêchent de participer à un cinquième tournoi mondial consécutif.
Avec cette élimination démarre une longue période de matchs amicaux sans enjeu puisque la prochaine échéance sportive, la Coupe du Golfe 2010, ne se joue que quatorze mois plus tard, au Yémen et que les Saoudiens sont exemptés de qualification pour la Coupe d'Asie 2011 grâce à leur place de finaliste en 2007. L'édition 2010 de la Coupe du Golfe se conclut avec une nouvelle finale jouée, et perdue après prolongations par les Saoudiens face au Koweït.

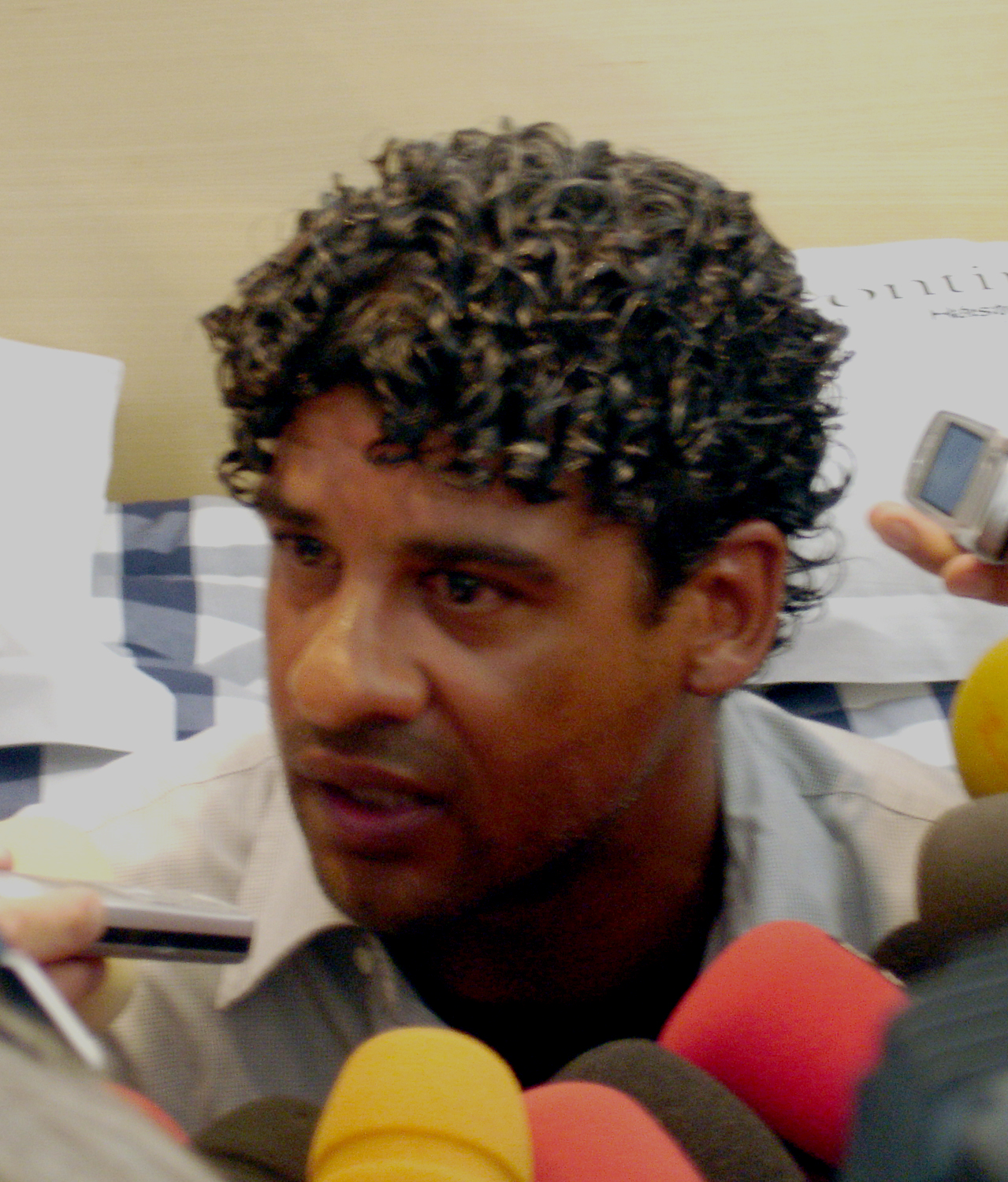
Frank Rijkaard, sélectionneur des Saoudiens entre 2011 et 2013

C'est toujours avec Peseiro à leur tête que les Saoudiens démarrent le premier tour de la Coupe d'Asie des nations 2011, organisée par le Qatar. Ils affrontent au premier tour le Japon, la Jordanie et la Syrie. Cette phase de poules tourne au cauchemar pour les Verts, qui sont battus d'entrée par les Syriens, provoquant le limogeage de Peseiro. Avec une fois encore al-Johar en intérim sur le banc, ils perdent ensuite contre la Jordanie, ce qui les élimine avant même le dernier match face aux Blue Samourai nippons. Complètement démotivés, les Saoudiens subissent une défaite historique en s'inclinant sur le score de cinq à zéro. Taisir al-Jassim est le seul joueur de l'équipe à avoir inscrit un but, lors de la défaite face à la Syrie. La sélection est mise en sommeil jusqu'en juillet, date du début des éliminatoires pour la Coupe du monde 2014.
En juillet, un grand nom du football européen s'assoit sur le banc de la sélection : le Néerlandais Frank Rijkaard est choisi par la fédération saoudienne pour mener les Faucons vers la Coupe du monde au Brésil. Il commence son mandat par un duel éliminatoire face à la sélection de Hong Kong lors du deuxième tour des qualifications pour le mondial. Cet affrontement en matchs aller-retour est une formalité pour les partenaires de Nasser al-Shamrani, auteur de trois des huit buts des siens (victoires 3-0 et 5-0). Au tour suivant, l'Arabie saoudite est versée dans le groupe 4, en compagnie du finaliste de la dernière Coupe d'Asie, l'Australie, Oman et la Thaïlande. Le parcours saoudien est assez médiocre avec une seule victoire sur les Thaïlandais et deux matchs nuls sans but face aux Omanis. Ces contre-performances classent la sélection à la troisième place de la poule, insuffisante pour accéder au tour suivant des éliminatoires. Elle rate du même coup la Coupe du monde pour la deuxième fois consécutive.
L'année suivante, l'Arabie saoudite organise la Coupe arabe des nations, compétition qui est remise sur pied après dix ans d'interruption et dont les Saoudiens sont tenants du titre. Cette neuvième édition se conclut mieux pour Rijkaard et ses hommes puisqu'ils parviennent à atteindre le dernier carré de l'épreuve, s'inclinant face à la Libye en demi-finale puis face à l'Irak en match de classement. Ils poursuivent ensuite avec une série de matchs amicaux face à des adversaires prestigieux (les champions du monde espagnols, l'Argentine ou encore le champion d'Afrique, la Zambie) avant de terminer l'année en participant au Championnat d'Asie de l'Ouest où ils s'alignent pour la première fois. Après un nul 0-0 contre l'Iran, les Saoudiens battent le Yémen avant de s'incliner contre le Bahreïn. Ils ne terminent que troisièmes de leur poule et doivent quitter prématurément la compétition.
Trois semaines plus tard, la sélection saoudienne est au Bahreïn pour prendre part à l'édition 2013 de la Coupe du Golfe. Rijkaard et son groupe sont dans le groupe B avec l'Irak, le Koweït et le Yémen. Comme pour le championnat d'Asie de l'Ouest, les Verts terminent troisième de leur poule avec une victoire et deux défaites. La réaction des dirigeants est immédiate puisqu'ils prennent la décision de licencier Rijkaard et de le remplacer par le technicien espagnol Juan Ramón López Caro. Son objectif est de qualifier la sélection pour la prochaine Coupe d'Asie des nations, organisée en Australie. Le tirage au sort verse les Saoudiens dans la poule C, en compagnie de l'Irak, de la Chine et de l'Indonésie. Les deux premières nations obtiennent leur billet pour la phase finale. Le 15 novembre 2013, après une quatrième victoire en quatre rencontres, les hommes de López Caro sont assurés de se qualifier pour le tournoi continental, ne pouvant plus être rattrapés par les deux dernières équipes de leur poule, dont ils terminent en tête sans connaître la défaite. En 2014, une série de rencontres amicales permet à la sélection de se préparer à la fois pour la Coupe d'Asie mais aussi pour la Coupe du Golfe des nations, qu'elle dispute à domicile. Les hommes de López Caro atteignent la finale de la compétition régionale, battus par le Qatar.
L'Espagnol est débarqué quelques semaines avant la Coupe d'Asie des nations, puisqu'il est remplacé en décembre 2014 par le technicien roumain Cosmin Olăroiu. Le tirage au sort de la Coupe d'Asie place les Saoudiens dans le groupe B, en compagnie de la Corée du Nord, de l'Ouzbékistan et de la Chine, qui était dans leur poule lors des éliminatoires. Ils quittent la compétition dès la fin de la phase de poules, avec une seule victoire contre les Nord-Coréens.

### Renouveau (2017-)
À la suite de sa prestation décevante lors de la précédente Coupe d'Asie des nations, la fédération saoudienne cherche à remplacer le sélectionneur roumain Cosmin Olăroiu par un entraîneur de renom dans le but de qualifier le pays pour la prochaine Coupe du monde qui se tiendra en Russie. C'est finalement le Néerlandais Bert van Marwijk qui prend les rênes de l'équipe à l'été 2015.
Placée dans le groupe A lors du 2e tour des éliminatoires du Mondial 2018, en compagnie des Émirats arabes unis, de la Palestine, de la Malaisie et du Timor Oriental; l'Arabie Saoudite domine aisément sa poule en finissant à la 1re place, avec un bilan de 6 victoires et 2 matchs nuls, signant au passage la plus large victoire de son histoire sur la pelouse du Timor Oriental (10-0) le 17 novembre 2015. Elle se qualifie ainsi pour le 3e tour et se retrouve dans le groupe B, avec l'Australie, le Japon, la Thaïlande, l'Irak et à nouveau les Émirats arabes unis. Grâce à une victoire probante sur le Japon (1-0) lors de la dernière journée des phases de poule, les Saoudiens terminent à la 2e place du groupe, derrière leurs victimes d'un soir et devant l'Australie, avec le même nombre de points que les Socceroos mais une meilleure différence de buts. L'Arabie Saoudite participera donc à la 5e phase finale d'une Coupe du monde de son histoire, après 12 ans d'absence.
Cette campagne qualificative pour le Mondial russe a toutefois donné lieu à une polémique. En juin 2017, l'équipe saoudienne a fait l'objet de critiques pour avoir refusé de se joindre à une minute de silence en hommage aux victimes des attentats de Londres lors du match retour l'opposant à l'Australie, à Adélaïde. Face au tollé provoqué en Australie jusque dans la classe politique, le président de la fédération saoudienne a présenté ses excuses,.
Placée dans le groupe A lors de la Coupe du monde 2018, l'Arabie Saoudite s'incline très lourdement lors du match d'ouverture contre l'hôte russe le 14 juin 2018 (0-5). Les Faucons Verts sont éliminés à l'issue de la deuxième journée après une nouvelle défaite contre l'Uruguay (0-1). Les hommes de Juan Antonio Pizzi remportent le dernier match de groupe, pour l'honneur contre l'Égypte (2-1) grâce à un pénalty converti par Salman Al-Faraj dans les arrêts de jeu de la première mi-temps et un dernier but de Salem Al-Dawsari dans le temps additionnel de la partie et ce, malgré un premier pénalty tiré quelques minutes avant la pause par Fahad al-Muwallad et détourné par le portier égyptien Essam el-Hadari, plus vieux gardien à disputer une phase finale de Coupe du monde. Grâce à ce succès, les Faucons Verts évitent la dernière place du groupe, occupée par leur victime d'un jour.
Lors de la Coupe d'Asie 2019, l'Arabie saoudite est placée dans le groupe E avec le Qatar, le Liban et la Corée du Nord. Les Faucons Verts étrillent la Corée du Nord lors du premier match (4-0) puis assurent leur qualification pour les huitièmes de finale en écartant le Liban lors de la deuxième journée (2-0). Le troisième match contre le Qatar, équipe surprise de la compétition et futur vainqueur, est perdu sur le score de 0-2. Les hommes de Juan Antonio Pizzi ont dominé les débats, en se procurant davantage de tirs et en conservant plus souvent le ballon que leur voisin qatari, néanmoins ceux-ci ont manqué de réalisme face au but, en obtenant deux fois moins de tentatives cadrées que les Al-Annabi. Opposé en huitième de finale au Japon, les Faucons Verts sont menés au score à la 20e minute de jeu, à la suite d'un but de la tête du défenseur nippon Takehiro Tomiyasu, puis dominent outrageusement les débats sans pour autant parvenir à égaliser (0-1). Comme face au Qatar, l'Arabie saoudite aura payé cher son manque de finition, ne cadrant qu'un seul de ses 15 tirs, tout le contraire des Blue Samouraïs qui ont fait mouche sur une de leurs uniques occasions du match.
En août 2019, la sélection change d'entraîneur et engage le médiatique et expérimenté Hervé Renard comme sélectionneur afin de mener à bien sa campagne qualificative en éliminatoires de la Coupe du Monde. Une campagne avec le Français qui commence par un nul face au Yémen (2-2). Les Faucons verts terminent cependant la phase aller du 2e tour des éliminatoires avec un bilan de 2 victoires, à domicile face à Singapour (3-0) et en Ouzbékistan (3-2) et 2 matchs nuls, contre le Yémen donc ainsi qu'en Palestine (0-0), de bon augure pour les Saoudiens, qui disputeront trois de leurs quatre matchs restants à domicile. L'Arabie saoudite, qui accueille finalement l'intégralité des rencontres restantes du groupe du fait des restrictions sanitaires liées à la pandémie de Covid-19, remporte ses quatre dernières rencontres par au moins 3 buts d'écart, ce qui lui permet de terminer en tête du groupe et de valider son billet pour le 3e tour qualificatif au Mondial 2022 ainsi que pour la phase finale de la Coupe d'Asie 2023.
Lors du 3e tour qualificatif au Mondial 2022, l'Arabie saoudite décroche son billet pour la phase finale du Mondial le 24 mars 2022 avant même de disputer les deux dernières rencontres, puisque le Japon a disposé un peu plus tôt à l'extérieur de l'Australie (2-0), empêchant les Soocceroos de terminer mathématiquement aux deux premières places directement qualificatives.  Les Faucons Verts, qui présentent un bilan de 6 victoires, 2 nuls et une seule défaite avant la dernière journée, enchaînent donc une 2e participation consécutive à une phase finale de Coupe du monde, leur 6e depuis 1994. Les hommes d'Hervé Renard concluent en prime cette phase qualificative à la première place de leur groupe, grâce à un succès à domicile sur l'Australie (1-0, l'unique but ayant été inscrit sur penalty par Salem Al-Dawsari) conjuguée à un match nul inattendu à domicile du Japon face au Viêt Nam (1-1). L'Arabie saoudite a notamment été la seule équipe de ces qualifications asiatiques à avoir remporté l'intégralité de ses rencontres disputées à domicile.
L'Arabie saoudite hérite ensuite de la poule C lors de la Coupe du monde 2022, une poule difficile où elle devra faire face à l'Argentine, futur vainqueur de la compétition, ainsi que le Mexique et la Pologne. La sélection crée la surprise en battant l'Argentine (2-1) lors de son premier match de la compétition. Cette victoire, qui a mis fin à une série d'invincibilité de 36 matchs de l'Albiceleste démarrée en 2019, a poussé le roi saoudien a déclaré un jour férié au lendemain de ce succès historique. Ils ont ensuite perdu leur match suivant contre la Pologne, 2-0. Le tournant du match a été le penalty de Salem Al-Dawsari arrêté par le gardien polonais Wojciech Szczęsny en première période alors que le score était de 1-0 en faveur des Aigles blancs. L'Arabie saoudite avait donc besoin d'une victoire contre le Mexique pour se qualifier pour les huitièmes de finale, quel que soit le résultat du match Pologne-Argentine. Face à une équipe qui jouait également sa qualification lors de cette dernière rencontre mais plus expérimentée, l'Arabie saoudite n'a pas réussi à rééditer son exploit inaugural et a fini par perdre le match 2-1, en conséquence elle a terminé 4e de son groupe et a été éliminée de la Coupe du monde 2022 dès la phase de groupe.
L'Arabie saoudite, sous la direction du nouveau manager Roberto Mancini, a entamé la Coupe d'Asie de l'AFC 2023 avec un sentiment de fierté amère de sa performance à la Coupe du monde de la FIFA 2022, se retrouvant dans le groupe F avec Oman, le Kirghizistan et la Thaïlande. Les Saoudiens ont commencé leur campagne par une victoire 2-1 contre leur voisin Oman, où Abdulrahman Ghareeb a marqué en solo avant qu'une tête tardive d'Ali Al-Bulaihi ne vienne sceller cette victoire spectaculaire. Les Saoudiens ont terminé leur groupe par une victoire 2-0 contre le Kirghizistan, où les Saoudiens ont été dominants du début à la fin et ont eu deux hommes d'avance, mais n'ont marqué que par des erreurs de gardien. Les Saoudiens ont laissé au repos la plupart de leurs meilleurs joueurs alors qu'ils tenaient la Thaïlande en échec 0-0 pour se hisser en tête du classement, ce qui les mettait face à la Corée du Sud en huitièmes de finale. Contre la Corée du Sud, Abdullah Radif a ouvert le score à la première minute de la seconde période, mais après avoir encaissé un but de la tête de Cho Gue-sung à la neuvième minute du temps additionnel de la seconde mi-temps, le match s'est décidé aux tirs au but après 30 minutes de prolongation, où les Saoudiens ont perdu 4-2 aux tirs au but et ont été éliminés.
L'Arabie saoudite a participé à sa première Coupe d'or de la CONCACAF en 2025, atteignant les quarts de finale où elle s'est inclinée 2-0 face au Mexique.

## Symboles, emblèmes et tenues

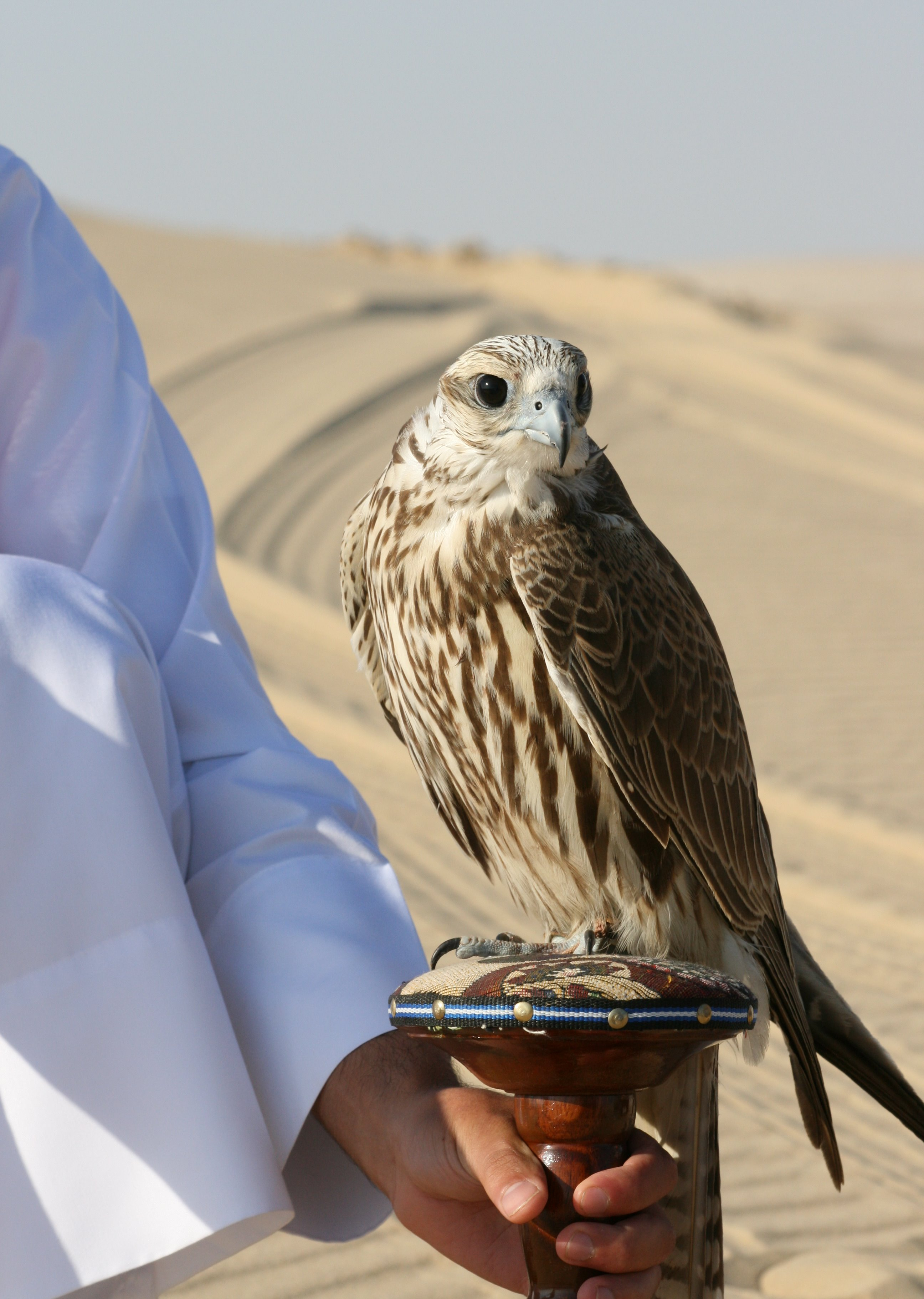
Le faucon, animal symbole de la sélection saoudienne
Emblème de la fédération saoudienne de football
Emblème de l'Arabie saoudite

### Symboles
Le faucon est l'animal symbole de l'équipe nationale. Ceci s'explique par la pratique de la fauconnerie dans le royaume. L'autre surnom des Saoudiens, les « Verts », leur vient de la couleur dominante de la tenue portée lors des rencontres internationales puisque le maillot, le short et les bas sont entièrement verts.

### Emblèmes
L'écusson de la fédération saoudienne de football se décompose en plusieurs éléments. Il y a d'abord le nom complet de la fédération, en anglais et en arabe avec un personnage schématisé jouant au football. Sur la droite, un logo comportant un palmier avec deux sabres croisés au-dessous complète l'emblème.
L'emblème de la sélection saoudienne se présente sous une forme circulaire. Un ballon de football vert stylisé occupe la partie centrale, avec un palmier et deux sabres à son pied, comme sur l'écusson de la fédération. Il s'agit de l'emblème de l'Arabie saoudite. Le nom de l'équipe nationale est inscrit en deux langues : en arabe au-dessus et en anglais en dessous.

### Tenues
| Domicile avant 2006 |

| Extérieur avant 2006 |

| Domicile 2006 |

| Extérieur 2006 |

| Domicile 2010 |

| Extérieur 2010 |

| Domicile 2011 |

| Extérieur 2011 |

La sélection saoudienne a toujours porté des tenues de couleur dominante blanche à domicile et verte à l'extérieur, deux couleurs reprises du drapeau saoudien. Les modifications apportées par les différents équipementiers sous contrat avec la fédération restent minimes, comme les liserés dorés sur la poitrine, le short et les chaussettes, ajoutés sur la tenue portée par les Faucons durant l'année 2010. Depuis 2011, c'est l'équipementier américain Nike qui habille l'équipe nationale.

## Composition de l'équipe d'Arabie saoudite

### Joueurs

#### Provenance des joueurs
La quasi-totalité des internationaux saoudiens portent les couleurs d'équipes du championnat national. En effet, dans toute l'histoire du football en Arabie saoudite, moins d'une quinzaine de joueurs ont quitté le pays pour être engagés dans un club étranger et dans la plupart des cas, il s'agit d'un prêt d'une saison, voire moins, dans un pays du Golfe Persique (Qatar ou Émirats arabes unis). Ainsi les plus grands footballeurs du pays n'ont parfois joué que dans un seul club tout au long de leur carrière, comme Majed Abdullah à Al Nasr, Ahmed Madani à Al Ittihad, Saeed al-Owairan à Al Shabab ou Sami al-Jaber, Youssef al-Thuniyan et Mohammad al-Shalhoub à Al Hilal.
En dépit des bons résultats de la sélection nationale sur la scène continentale et internationale dans les années 1990, seuls six joueurs ont évolué en Europe : le premier est Fahad al-Ghesheyan, transféré en 1998 dans le club d'AZ Alkmaar aux Pays-Bas ; Sami al-Jaber est prêté durant un an aux Wolverhampton Wolves en Premier League ; Hussein Sulimani reste une seule saison dans le club suisse de Neuchâtel Xamax lors de la saison 2008-2009 ; Abdullah Al-Hafith a joué deux saisons dans le championnat portugais, à Union Leiria et Paços de Ferreira ; Saleh Al-Shehri est toujours joueur de Beira Mar au Portugal ; enfin Osama Hawsawi a été un éphémère joueur d'Anderlecht, où il n'a participé qu'à deux matchs en 2012.
On peut citer le cas d'Ahmed Abdulla qui est né en Arabie saoudite mais a émigré avec sa famille à Londres à l'âge de 8 ans. Il a donc effectué toute sa carrière en Angleterre, dont sa formation dans le club d'Arsenal, et joue aujourd'hui en Conference Premier (5e division anglaise) au sein du Barnet FC.

#### Joueurs importants
| Sélections | Joueur               | Période   | Buts |
| ---------- | -------------------- | --------- | ---- |
| 173        | Mohammed al-Deayea   | 1993-2006 | 0    |
| 163        | Mohammed al-Khilaiwi | 1992-2001 | 3    |
| 156        | Sami al-Jaber        | 1992-2006 | 46   |
| 142        | Abdullah Zubromawi   | 1993-2002 | 3    |
| 138        | Hussein Sulimani     | 1990-2003 | 5    |
| 138        | Osama Hawsawi        | 2006-2018 | 7    |

| Buts | Joueur            | Période   | Sélections |
| ---- | ----------------- | --------- | ---------- |
| 72   | Majed Abdullah    | 1978-1994 | 117        |
| 46   | Sami al-Jaber     | 1992-2006 | 156        |
| 42   | Yasser al-Qahtani | 2002-2013 | 112        |
| 41   | Obeid al-Dosari   | 1994-2002 | 94         |
| 32   | Talal al-Meshal   | 1998-2006 | 60         |

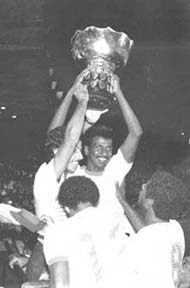
Majed Abdullah soulevant le trophée de la Coupe d'Asie des nations 1984

Majed Abdullah est l'un des plus grands joueurs de l'histoire du football saoudien. Né en 1959 à Djeddah, Abdullah n'a porté durant 21 ans les couleurs que d'un seul club : Al Nasr Riyad. Il entame sa carrière en 1977 après avoir passé deux saisons en équipe junior. Son palmarès avec Al Nasr est assez considérable puisqu'il a remporté cinq championnats et quatre Coupes d'Arabie saoudite au niveau national mais aussi une Coupe des Coupes, deux Coupe du golfe des clubs champions et une Supercoupe d'Asie. Buteur vedette de sa formation, celui que l'on surnommait le « Pelé arabe » a terminé six fois meilleur buteur du championnat saoudien. Il est appelé pour la première fois en équipe nationale à partir de 1978 et va remporter les deux premiers titres majeurs des Faucons, à savoir les Coupes d'Asie 1984 et 1988. Il est également dans le groupe saoudien qui découvre le tournoi olympique de football lors des Jeux olympiques de Los Angeles en 1984, atteint la finale de la Coupe d'Asie des nations 1992 et dispute la phase finale de la Coupe du monde 1994 aux États-Unis. Abdullah compte 139 sélections site et 67 buts marqués, ce qui en fait le meilleur buteur de l'histoire de la sélection, loin devant Al-Jaber, auteur de 46 buts avec l'équipe nationale. Il raccroche les crampons en 1998, à la suite d'une fin de carrière marquée par des blessures à répétition.
Mohammed al-Deayea est le gardien emblématique de la sélection saoudienne. Né en 1972, il succède à son frère Abdullah dans les buts du club d'Al Ta'ee Ha'il où il commence sa carrière à 17 ans. La même année, il est sacré avec l'équipe nationale des moins de 16 ans champion du monde après la victoire des jeunes Faucons lors de la Coupe du monde de sa catégorie en Écosse. En club, il ne remporte qu'un titre : le championnat saoudien lors de la saison 1994-1995. En 1999, il est transféré à Al Hilal et garnit son palmarès de manière consistante avec quatre nouveaux titres de champion, sept Coupes d'Arabie saoudite, une Ligue des champions d'Asie et une Coupe des Coupes. Il débute en équipe nationale, toujours à la suite de son frère (présent lors des titres continentaux de 1984 et 1988) en 1993 lors d'un match amical perdu face aux États-Unis. Il va disputer la quasi-totalité des rencontres internationales des Faucons jusqu'en 2006, totalisant à la fin de sa carrière plus de 170 sélections. Le nombre exact de sélections est différent selon les sources mais RSSSF et la FIFA en totalise 178 (les matchs olympiques ne sont pas comptés), ce qui en fait dans tous les cas le joueur le plus capé de l'histoire de l'équipe nationale. Il joue ainsi trois phases finales de Coupe du monde (dont le huitième de finale face à la Suède en 1994), deux finales de Coupe d'Asie des nations (gagnée en 1996 et perdue face au Japon en 2000) et dispute dix rencontres de Coupe des confédérations entre 1995 et 1999. Al-Deayea se retire en juin 2010.
Sami al-Jaber est actuellement le second joueur de champ le plus capé de la sélection saoudienne (derrière Mohammed al-Khilaiwi) et le second meilleur buteur après Majed Abdullah. Attaquant fidèle au club d'Al Hilal pendant vingt ans, il est devenu en 2000 le premier Saoudien à jouer en Angleterre lorsqu'il est prêté aux Wolverhampton Wolves qui évoluent en Division One (deuxième division). Il ne reste finalement que cinq mois en Europe avant de revenir à Al Hilal. Il s'est forgé un palmarès impressionnant avec son club : huit championnats, six Coupes d'Arabie saoudite, deux Ligues des champions d'Asie, deux Coupes des Coupes… Avec la sélection nationale, il a un bilan de 156 matchs pour 46 buts et a remporté la Coupe d'Asie des nations en 1996. Il est aujourd'hui entraîneur des attaquants de l'AJ Auxerre en Ligue 2.
Saeed al-Owairan reste l'homme d'un match et d'un but de légende. L'attaquant d'Al-Shabab Riyad est l'auteur du raid à travers toute la défense belge, conclu par le seul but de la rencontre entre l'Arabie saoudite et les Diables Rouges, lors du premier tour de la Coupe du monde 1994. Fidèle toute sa carrière au club d'Al Shabab, son but et le bon parcours des Saoudiens lui permettent d'être élu meilleur joueur asiatique 1994. Avec la sélection, il totalise 24 buts en 50 capes. Si en club il possède un palmarès respectable (3 championnats d'Arabie saoudite, une Coupe d'Asie des vainqueurs de Coupe, 2 Ligues de champions arabes et 2 Coupes des clubs champions du Golfe), il n'a jamais rien gagné sous le maillot national puisqu'il n'est pas dans le groupe sacré en Coupe d'Asie des nations 1996.

### Chronologie des sélectionneurs
Le tableau suivant représente la liste des sélectionneurs de l'équipe d'Arabie saoudite depuis 1977.
Le changement d'entraîneur a lieu le plus souvent à la suite d'échecs sportifs (non-qualification pour la Coupe du monde comme lors du limogeage de Carlos Alberto Parreira en 1990) ou lors de déroutes subies en phase finale (une nouvelle fois licenciement de Parreira lors de la Coupe du monde 1998 ou éviction de Milan Máčala lors de la Coupe d'Asie 2000).
Très peu de techniciens saoudiens ont été choisis à ce poste : le premier est Khalil Ibrahim al-Zayani qui parvient à remporter le premier titre continental de l'histoire de la sélection en 1984. Deux autres Saoudiens s'assiéront sur le banc : Mohammed al-Kharashy et Nasser al-Johar, qui va occuper le poste à cinq reprises dont quatre périodes d'intérim. À l'inverse, c'est le Brésil qui a fourni le plus grand contingent d'entraîneurs à ce poste, avec onze techniciens, dont deux qui ont été sacrés champions du monde avec le Brésil (Mário Zagallo titré en 1970 et Carlos Alberto Parreira vainqueur en 1994).
Le 24 juillet 2019, la fédération d’Arabie saoudite de football annonce qu'elle vient de signer un contrat avec le Français Hervé Renard, qui compte à son palmarès deux CAN (Zambie en 2012 et Côte d’Ivoire en 2015), afin qu'il soit l'entraîneur de sa sélection masculine pendant deux ans.

#### Équipe technique actuelle
Le tableau suivant présente l'équipe technique de l'équipe nationale saoudienne.
| Nom                   | Rôle                    |
| --------------------- | ----------------------- |
| Hervé Renard          | Sélectionneur           |
| Alexandre Kerveillant | Entraîneurs adjoint     |
| David Ducci           | Entraîneurs adjoint     |
| François Rodrigues    | Entraîneurs adjoint     |
| Yaya Touré            |                         |
| Saad Al-Thani         | Entraîneur des gardiens |
| Osama Hawsawi         | Entraîneur technique    |
| Nasser Larguet        | Directeur technique     |
| Thamer Sulaiman       | Éclaireur               |
| Jawad Al-Ghamdi       | Formateurs              |
| Ayoub Al-Qahtani      | Formateurs              |

## Infrastructures

### Stade international du Roi-Fahd
Le stade international du Roi Fahd, nommé en l'honneur du roi Fahd ben Abdelaziz Al Saoud, roi d'Arabie saoudite de 1982 à 2005, est construit à Riyad et inauguré en 1987. Avec une capacité de 67 000 places, c'est la plus grande enceinte du royaume. Elle héberge les matchs à domicile de l'équipe nationale mais également de trois formations évoluant en première division saoudienne : Al Nasr, Al Hilal et Al Shabab.
Le stade du Roi-Fahd a également accueilli des rencontres de plusieurs phases finales de compétition internationale : les Coupes du Golfe des nations 1988 et 2002, plusieurs rencontres de la Coupe du monde des moins de 20 ans 1989, dont la finale, et les trois premières éditions de la Coupe des confédérations, qui à l'origine porte le nom de « Coupe du Roi Fahd ».
L'Arabie saoudite a disputé son premier match dans le stade le 17 février 1988 face à l'Écosse lors d'un match amical qui se conclut sur un match nul 2-2.

### Prince Faisal bin Fahd Stadium
Le stade du Prince Faisal bin Fahd est le stade historique de la sélection saoudienne. En effet, c'est dans cette enceinte de Riyad que les Faucons jouent le premier match de leur histoire à domicile, le 17 janvier 1969, lors d'un match amical perdu contre la Turquie. Il accueille la 2e édition de la Coupe du Golfe, en 1972. Les clubs d'Al Nasr Riyad et d'Al Riyad SC jouent leurs rencontres à domicile dans ce stade.

### Prince Abdullah al-Faisal Stadium
Construit en 1970, le stade Prince Abdullah al-Faisal de Djeddah est l'un des stades qui a accueilli l'équipe nationale avant la construction du stade du Roi-Fahd. Situé au sud-est de Djeddah, il peut contenir 23 000 spectateurs et va voir sa capacité évoluer à la suite de travaux entrepris en 2013. Le club d'Al Ittihad dispute ses rencontres de championnat à domicile dans ce stade, qui doit accueillir l'édition 2014 de la Coupe du Golfe des nations.

### Prince Mohamed bin Fahd Stadium
Situé à Dammam, le stade Prince Mohamed bin Fahd est inauguré en 1970. Avec une capacité de 26 000 spectateurs, il continue à être encore beaucoup utilisé par l'équipe nationale, en alternance avec le stade du Roi-Fahd. Actuellement, c'est le club d'Al Ittifaq, pensionnaire de première division, qui joue ses matchs à domicile dans l'enceinte.

## Résultats

### Palmarès
Le tableau suivant résume le palmarès de la sélection saoudienne en compétitions officielles. Il se compose de huit titres, trois en Coupe d'Asie des nations et cinq en compétitions régionales (Coupe du Golfe des nations et Coupe arabe des nations).
| Coupe des Confédérations                                           | Coupe d'Asie des nations                                                                                       | Tournois régionaux |
| ------------------------------------------------------------------ | --- | --- |
| - Coupe des confédérations (4 participations) : - Finaliste : 1992 | - Coupe d'Asie des nations (12 participations) : - Vainqueur : 1984, 1988, 1996 - Finaliste : 1992, 2000, 2007 | - Coupe du Golfe des nations (24 participations) : - Vainqueur : 1994, 2002, 2003 - Finaliste : 1972, 1974, 1998, 2009, 2010, 2014, 2019 - 3e place : 1970, 1979, 1984, 1986, 1988, 1992, 1996 - Coupe arabe des nations (7 participations) : - Vainqueur : 1998, 2002 - Finaliste : 1992 - 3e place : 1985 |

### Parcours en Coupe du monde
La fédération saoudienne n'a engagé l'équipe nationale qu'assez tardivement dans les éliminatoires de la Coupe du monde. Le tout premier match de qualification pour le tournoi mondial a eu lieu le 12 novembre 1976 à Djeddah, lorsque les Faucons ont battu la Syrie sur le score de deux buts à zéro. Après quatre campagnes de qualifications infructueuses, les Saoudiens décrochent leur billet pour la phase finale de la Coupe du monde 1994 aux États-Unis au terme d'un final à suspens. Les partenaires de Majed Abdullah atteignent les huitièmes de finale pour leur baptême en Coupe du monde. Trois autres qualifications suivront, entre 1998 et 2006, avec à chaque fois une élimination dès la phase de poules. La baisse de niveau durant les années 2000 a logiquement entraîné l'absence de la sélection lors des Coupes du monde 2010 et 2014, avec un barrage continental perdu en 2009 face à Bahreïn, et une élimination dès le troisième tour de la zone Asie pour l'édition 2014. L'équipe effectue son retour en phase finale d'un Mondial en 2018 en Russie, après 12 ans d'absence, au cours de laquelle elle ne passe pas le 1er tour. L'Arabie saoudite parvient ensuite à enchaîner une seconde qualification consécutive pour la Coupe du monde 2022 chez le voisin qatari, sans passer le 1er tour comme lors de la précédente édition en Russie. L'Arabie saoudite accueillera pour la première fois de son histoire la compétition en 2034.
| Année | Position     |      | Année               | Position |                        | Année | Position |
| 1930  | Non inscrite | 1974 | Non inscrite        | 2010     | Non qualifiée          |       |          |
| 1934  | Non inscrite | 1978 | Non qualifiée       | 2014     | Non qualifiée          |       |          |
| 1938  | Non inscrite | 1982 | Non qualifiée       | 2018     | 1er tour               |       |          |
| 1950  | Non inscrite | 1986 | Non qualifiée       | 2022     | 1er tour               |       |          |
| 1954  | Non inscrite | 1990 | Non qualifiée       | 2026     | Éliminatoires en cours |       |          |
| 1958  | Non inscrite | 1994 | Huitièmes de finale | 2030     | À venir                |       |          |
| 1962  | Non inscrite | 1998 | 1er tour            | 2034     | Qualifiée d'office     |       |          |
| 1966  | Non inscrite | 2002 | 1er tour            |          |                        |       |          |
| 1970  | Non inscrite | 2006 | 1er tour            |          |                        |       |          |

### Parcours en Coupe d'Asie des nations
L'Arabie saoudite a pris part assez tardivement à la Coupe d'Asie des nations, de manière similaire à la Coupe du monde. Elle a participé pour la première fois aux éliminatoires lors de l'édition 1976, pour laquelle elle réussit à se qualifier mais renonce finalement avant la phase finale. Les Saoudiens ne s'inscrivent pas pour l'édition 1980 et réussissent ensuite à enchaîner 5 finales en coupe continentale, avec trois succès en 1984, en 1988 et en 1996. La sélection s'est jusqu'à présent toujours qualifiée pour la phase finale, et accueillera pour la première fois de son histoire la compétition en 2027.
| Année | Position     |      | Année     | Position |                    | Année | Position |
| 1956  | Non inscrite | 1984 | Vainqueur | 2011     | 1er tour           |       |          |
| 1960  | Non inscrite | 1988 | Vainqueur | 2015     | 1er tour           |       |          |
| 1964  | Non inscrite | 1992 | Finaliste | 2019     | Huitième de finale |       |          |
| 1968  | Non inscrite | 1996 | Vainqueur | 2023     | Huitième de finale |       |          |
| 1972  | Non inscrite | 2000 | Finaliste | 2027     | Qualifiée d'office |       |          |
| 1976  | Forfait      | 2004 | 1er tour  |          |                    |       |          |
| 1980  | Non inscrite | 2007 | Finaliste |          |                    |       |          |

### Parcours en Coupe du Golfe des nations
La sélection d'Arabie saoudite a pris part à la Coupe du Golfe des nations dès son édition inaugurale en 1970. La compétition a vu le nombre d'équipes engagées augmenter au fil des années et à l'origine disputée sous forme d'une poule unique où tous les participants se rencontrent une fois. Seule l'édition de 1974 utilise exceptionnellement un format différent (deux poules de trois puis demi-finales et finale). Les Saoudiens n'inscrivent leur nom au palmarès de la compétition qu'au bout de onze participations, lors de l'édition 1994 disputée aux Émirats arabes unis avant de renouveler ce succès en 2002 et 2003. Avec l'arrivée du Yémen à partir de 2004, ce qui porte à huit le nombre de participants, la compétition est modifiée et se calque sur la Coupe des confédérations : un premier tour où les équipes sont réparties en deux poules de quatre suivie d'une phase finale avec demi-finales et finale, sans match pour la 3e place. L'Arabie saoudite a organisé à quatre reprises la compétition avec de bons résultats : deuxième en 1972, troisième place en 1988, victoire en 2002 et une nouvelle finale en 2014.
| Année | Position  |      | Année        | Position |                | Année | Position       |  | Année | Position |
| 1970  | 3e        | 1988 | 3e           | 2004     | 1er tour       | 2023  | 1er tour       |  |       |          |
| 1972  | 2e        | 1990 | Non inscrite | 2007     | Demi-finaliste | 2024  | Demi-finaliste |  |       |          |
| 1974  | Finaliste | 1992 | 3e           | 2009     | Finaliste      |       |                |  |       |          |
| 1976  | 5e        | 1994 | Vainqueur    | 2010     | Finaliste      |       |                |  |       |          |
| 1979  | 3e        | 1996 | 3e           | 2013     | 1er tour       |       |                |  |       |          |
| 1982  | 4e        | 1998 | 2e           | 2014     | Finaliste      |       |                |  |       |          |
| 1984  | 3e        | 2002 | Vainqueur    | 2017     | 1er tour       |       |                |  |       |          |
| 1986  | 3e        | 2003 | Vainqueur    | 2019     | Finaliste      |       |                |  |       |          |

### Parcours en Coupe arabe des nations
Absente des trois premières éditions de la Coupe arabe des nations, organisées entre 1963 et 1966, l'Arabie saoudite s'engage lors de la 4e édition, qu'elle dispute à domicile, après presque vingt ans d'interruption. Elle parvient à terminer sur le podium, à la 3e place. Elle réussit à atteindre la finale en 1992, avant de réaliser le doublé en 1998 et 2002. Une nouvelle fois, la Coupe arabe des nations disparaît du calendrier pendant dix ans et c'est à nouveau lors d'une édition organisée par la fédération saoudienne qu'elle est remise sur pied. Malgré l'avantage de jouer à domicile, les Verts sont éliminés en demi-finale. L'Arabie saoudite est la deuxième nation la plus titrée derrière l'Irak, quatre fois victorieuse.
| Année | Position     |      | Année     | Position |                  | Année | Position |  | Année | Position |
| 1963  | Non inscrite | 1985 | 3e        | 1998     | Vainqueur        | 2021  | 1er tour |  |       |          |
| 1964  | Non inscrite | 1988 | 1er tour  | 2002     | Vainqueur        | 2025  | À venir  |  |       |          |
| 1966  | Non inscrite | 1992 | Finaliste | 2012     | Demi-finale (4e) |       |          |  |       |          |

### Parcours à la Coupe des confédérations
C'est la fédération saoudienne qui est à l'origine de la création de ce qui est aujourd'hui la Coupe des confédérations. En 1992, la sélection saoudienne participe à la première édition, en compagnie des champions d'Amérique du Sud, d'Afrique et de la CONCACAF, lors d'un tournoi amical intitulé Coupe du Roi-Fahd. Elle dispute ensuite les deux éditions suivantes : en 1995 en tant que pays organisateur, et en 1997 grâce à son titre lors de la Coupe d'Asie l'année précédente. Elle participe également à la première édition ayant le nom de Coupe des confédérations (à la suite de sa reprise par la FIFA), organisée au Mexique et où elle atteint les demi-finales. Son absence de titres continentaux l'empêche depuis de participer à la compétition.
| Année | Position  |      | Année         | Position |               | Année | Position |
| 1992  | Finaliste | 2001 | Non qualifiée | 2013     | Non qualifiée |       |          |
| 1995  | 1er tour  | 2003 | Non qualifiée | 2017     | Non qualifiée |       |          |
| 1997  | 1er tour  | 2005 | Non qualifiée |          |               |       |          |
| 1999  | 4e        | 2009 | Non qualifiée |          |               |       |          |

### Parcours aux Jeux olympiques
Tout comme pour les qualifications pour la Coupe du monde ou la Coupe d'Asie des nations, la fédération saoudienne a inscrit tardivement l'équipe nationale aux qualifications pour le tournoi olympique de football. C'est lors de la campagne pour le tournoi de Montréal en 1976 que la sélection a commencé son histoire olympique. Elle a pris part à 3 phases finales, les deux premières ont eu lieu aux États-Unis, aux Jeux olympiques de 1984 et de 1996, la 3e au Japon en 2021 (bien que depuis l'édition 1992, le tournoi est disputé par l'équipe olympique). À chaque fois, les Faucons ont terminé à la dernière place de la poule, après avoir perdu tous leurs matchs ; néanmoins l'édition 2021 a vu les Saoudiens réussir à inscrire au moins un but lors de chacune de leurs rencontres et même marquer 2 buts dans un même match, une première, face à l'Allemagne (courte défaite 2-3). Fuad Amin, Mohammed al-Khilaiwi, Majed Abdullah, Salem Al-Dawsari, Sami Al-Najei (auteur d'un doublé contre l'Allemagne) et Abdulelah Al-Amri sont à ce jour les seuls buteurs saoudiens de l'histoire de la sélection aux Jeux olympiques.
| Année | Résultat     |      | Année             | Résultat |                   | Année | Résultat          |  | Année | Résultat |
| 1956  | Non inscrite | 1976 | Tour préliminaire | 1996     | 1er tour          | 2016  | Tour préliminaire |  |       |          |
| 1960  | Non inscrite | 1980 | Non inscrite      | 2000     | Tour préliminaire | 2020  | 1er tour          |  |       |          |
| 1964  | Non inscrite | 1984 | 1er tour          | 2004     | Tour préliminaire | 2024  | Tour préliminaire |  |       |          |
| 1968  | Non inscrite | 1988 | Tour préliminaire | 2008     | Tour préliminaire | 2028  |                   |  |       |          |
| 1972  | Non inscrite | 1992 | Tour préliminaire | 2012     | Tour préliminaire | 2032  |                   |  |       |          |

## Statistiques

### Nations rencontrées
Les 10 apparitions saoudiennes en phases finales internationales (6 en Coupe du monde et 4 en Coupe des confédérations) ainsi que l'invitation à la Gold Cup 2025 ont donné l'occasion à l'équipe nationale de rencontrer en match officiel des sélections d'Afrique (Cameroun, Afrique du Sud, Maroc, Tunisie ou Égypte à 3 reprises), d'Europe (Espagne, Belgique, Pays-Bas, France, Danemark à deux reprises, Irlande, Allemagne, Ukraine, Russie ou encore Pologne), d'Amérique du Sud (Brésil deux fois, Bolivie, Argentine 2 fois et Uruguay) et d'Amérique du Nord (Mexique 5 fois, États-Unis 3 fois, Haïti et Trinité-et-Tobago).
De plus, les nombreux matchs amicaux organisés à travers le monde par la fédération ont permis aux Faucons de rencontrer plus d'une centaine d'autres équipes nationales avec des résultats parfois bons (deux nuls contre l'Angleterre ou victoire de prestige face à l'Uruguay et le Sénégal avant la Coupe du monde 2002, contre la Russie ou la Bulgarie) ou plus médiocres (défaite au Liechtenstein, à domicile face au Zimbabwe ou 0-4 lors d'un amical le 24 mai 2014 contre la Moldavie). En affrontant le Venezuela lors d'un match amical le 9 juin 2022, l'Arabie saoudite a rencontré au moins une fois l'ensemble des équipes d'Amérique du Sud.
Sans surprise, avec ses multiples participations à la Coupe du Golfe Persique et à la Coupe arabe des nations et grâce aux bonnes relations avec ses voisins proches, c'est face aux autres sélections de la péninsule arabique que l'Arabie saoudite a disputé le plus grand nombre de rencontres (plus d'une trentaine de matchs face au Qatar, au Bahreïn, aux Émirats arabes unis et au Koweït).
À l'inverse, parmi les meilleures sélections mondiales, les Faucons n'ont jusqu'à présent jamais affronté la Suisse, la Roumanie, la Serbie ou la Bosnie-Herzégovine pour l'Europe, la Côte d'Ivoire pour l'Afrique. En Asie, aucun match n'a encore eu lieu contre la Birmanie, Brunei, Guam et les Philippines.

### Rivalités

#### Avec le Qatar
L'Arabie saoudite a disputé à ce jour 43 matchs face au Qatar. La première rencontre a eu lieu le 2 avril 1970 lors de la Coupe du Golfe des nations. Sans surprise, c'est à l'occasion de cette compétition que les matchs ont été les plus réguliers. Les deux équipes se sont également affrontées à 4 reprises en phase finale de la Coupe d'Asie, à chaque fois lors du premier tour. Le bilan global est largement favorable aux Saoudiens avec 18 victoires et 16 matchs nuls, contre 9 défaites.

#### Avec le Koweït
44 matchs ont eu lieu entre Saoudiens et Koweïtiens depuis 1961 et le match des Jeux panarabes, remporté par les Verts. C'est la nation qu'ils ont le plus souvent affrontée. Le bilan est équilibré avec 16 victoires saoudiennes, 16 victoires du Koweït, 12 matchs nuls et 47 buts marqués côté saoudien contre 48 côté koweïtien. La rencontre du 24 octobre 2000 est celle qui a revêtu le plus grand enjeu puisqu'elle est disputée à l'occasion du quart de finale de la Coupe d'Asie des nations, remportée par les hommes de Nasser al-Johar, qui allaient échouer en finale. La première rencontre amicale entre les deux équipes nationales n'a eu lieu qu'en septembre 2004.

#### Avec Bahreïn
Les Saoudiens ont affronté à 40 reprises la sélection de Bahreïn. Le bilan de 19 victoires saoudiennes et 12 matchs nuls est très largement en faveur des Faucons. Leur première confrontation a eu lieu lors de l'édition 1970 de la Coupe du Golfe, qui marque les débuts de la sélection saoudienne dans la compétition, tandis que leur double affrontement de septembre 2009, qui a eu lieu dans le cadre des barrages de la zone Asie pour la Coupe du monde 2010 et qui a vu la qualification des Bahreïnis au bénéfice des buts marqués à l'extérieur, a été l'un des plus marquants. Les 2 équipes se sont également affrontées lors des éliminatoires de la Coupe du monde à 5 autres reprises : 1 fois pour l'édition 1982 et 4 fois en aller-retour lors des éditions 2002 et 2026. En outre, elles se sont rencontrées 2 fois lors d'une phase finale de Coupe d'Asie des nations, en 1988 et en 2007, toujours au 1er tour.

#### Avec les Émirats arabes unis
40 matchs ont été disputés par l'Arabie saoudite contre les Émirats arabes unis depuis la création des deux sélections, la première ayant eu lieu en 1972 lors de la Coupe du Golfe, avec une victoire saoudienne 4-0. Les Émiratis n'ont remporté que 8 rencontres et obtenu 10 matchs nuls. Les deux équipes se sont affrontées trois fois lors de la Coupe d'Asie des nations : lors des qualifications pour le tournoi 1984, en demi-finale de l'édition 1992 et à l'occasion de la finale de la Coupe d'Asie 1996, disputée à Dubaï.

### Records

#### Joueurs
Mohammed al-Deayea reste à ce jour le joueur le plus capé de l'histoire de la sélection, devant Mohammed al-Khilaiwi et Sami al-Jaber. En termes de buts inscrits, c'est l'attaquant Majed Abdullah avec 72 réalisations en 117 capes qui reste le meilleur buteur de l'histoire des Faucons. Yasser al-Qahtani est actuellement le meilleur buteur saoudien en activité puisqu'il a inscrit 45 buts en 102 sélections.

#### Matchs
Si le match du 18 janvier 1957 face à la Syrie reste le premier de l'histoire des Verts, les Saoudiens ont dû attendre le 2 avril 1975 pour jouer leur premier match officiel, dans le cadre des éliminatoires de la Coupe d'Asie des nations 1976. Leur plus large victoire date du 17 novembre 2015 face au Timor oriental, lors du 2e tour des éliminatoires du Mondial 2018 avec un succès à l'extérieur sur le score de 10 à 0. A contrario, la sélection a encaissé un 13-0 face à la République arabe unie lors des Jeux panarabes 1961.
L'Arabie saoudite détient le record du nombre de finales de Coupe d'Asie disputées, avec un total de 6 finales jouées, pour 3 gagnées (1984, 1988 et 1992). Elle a également réussi une série de seize matchs de phase finale de Coupe d'Asie sans connaître la défaite, entre 1984 et 1992. Entre 1984 et 2000, les Saoudiens sont parvenus à atteindre la finale de la Coupe d'Asie cinq fois consécutivement. Enfin, elle a réussi, tout comme la Corée du Sud la performance de remporter les deux premières Coupes d'Asie auxquelles elle a participé, en 1984 et 1988. Avec 13 matchs disputés en Coupe des confédérations, la sélection saoudienne détient le deuxième plus grand nombre de rencontres jouées par une sélection asiatique dans la compétition. De la même manière pour la Coupe du monde, les Faucons ont disputé 13 rencontres, ce qui les place au 3e rang en Asie.
La défaite 8-0 des Saoudiens face à l'Allemagne, lors du premier tour de la Coupe du monde 2002, reste une des plus lourdes défaites concédées dans l'histoire de la Coupe du monde. Ils ont également eu l'honneur de disputer en 1992 face aux États-Unis le tout premier match de l'histoire de la Coupe des confédérations, appelée à l'époque Coupe du Roi-Fahd. Lors de l'édition 1999, ils subissent un revers historique 8-2 face au Brésil pour ce qui est au moment de la rencontre le match le plus prolifique de l'histoire de la compétition.

### Classements FIFA
La sélection saoudienne a longtemps fait partie des meilleures nations asiatiques, notamment grâce à ses bons résultats en Coupe d'Asie (finale en 1992 et titre en 1996) mais aussi à la suite de son bon parcours lors de la Coupe du monde 1994. Elle atteint ainsi la 21e place mondiale en juillet 2004, à une période où les Verts sont irrésistibles puisque invaincus depuis avril 2003. Depuis juillet 2012, les mauvais résultats entraînent l'Arabie saoudite au-delà de la 100e place mondiale, avec même un 126e rang en fin d'année 2012. Elle effectue cependant une remontée conséquente les années suivantes à la faveur de bien meilleurs résultats, atteignant le top 50 en novembre 2021 avec une 48e place.
Au niveau continental, l'évolution est la même avec une place parmi les trois meilleures sélections asiatiques jusqu'en 2003, à quelques exceptions près. Les Saoudiens quittent le haut du classement continental en 2011, où ils ne sont même plus parmi les dix nations les plus performantes d'Asie. Elle effectue son retour parmi les 5 meilleures sélections asiatiques à partir de 2016.
| Année              | 1993 | 1994 | 1995 | 1996 | 1997 | 1998 | 1999 | 2000 | 2001 | 2002 | 2003 | 2004 | 2005 | 2006 | 2007 | 2008 | 2009 | 2010 | 2011 | 2012 | 2013 | 2014 | 2015 | 2016 | 2017 | 2018 | 2019 | 2020 | 2021 | 2022 | 2023 | 2024 |
| ------------------ | ---- | ---- | ---- | ---- | ---- | ---- | ---- | ---- | ---- | ---- | ---- | ---- | ---- | ---- | ---- | ---- | ---- | ---- | ---- | ---- | ---- | ---- | ---- | ---- | ---- | ---- | ---- | ---- | ---- | ---- | ---- | ---- |
| Classement mondial | 38   | 27   | 54   | 37   | 33   | 30   | 39   | 36   | 31   | 38   | 26   | 28   | 33   | 64   | 61   | 48   | 63   | 80   | 96   | 126  | 87   | 102  | 80   | 54   | 63   | 69   | 67   | 67   | 51   | 49   | 56   | 59   |
| Classement en Asie | 1    | 1    | 3    | 2    | 3    | 5    | 1    | 1    | 2    | 4    | 2    | 4    | 4    | 7    | 5    | 5    | 5    | 5    | 11   | 15   | 9    | 11   | 7    | 5    | 5    | 5    | 6    | 6    | 6    | 5    | 5    | 8    |

| Légende du classement mondial : Légende du classement asiatique : | - de 1 à 29 - de 1 à 3 | - de 30 à 79 - de 4 à 10 | - de 80 à 149 - de 11 à 20 |